# Bronzes del Lorestan

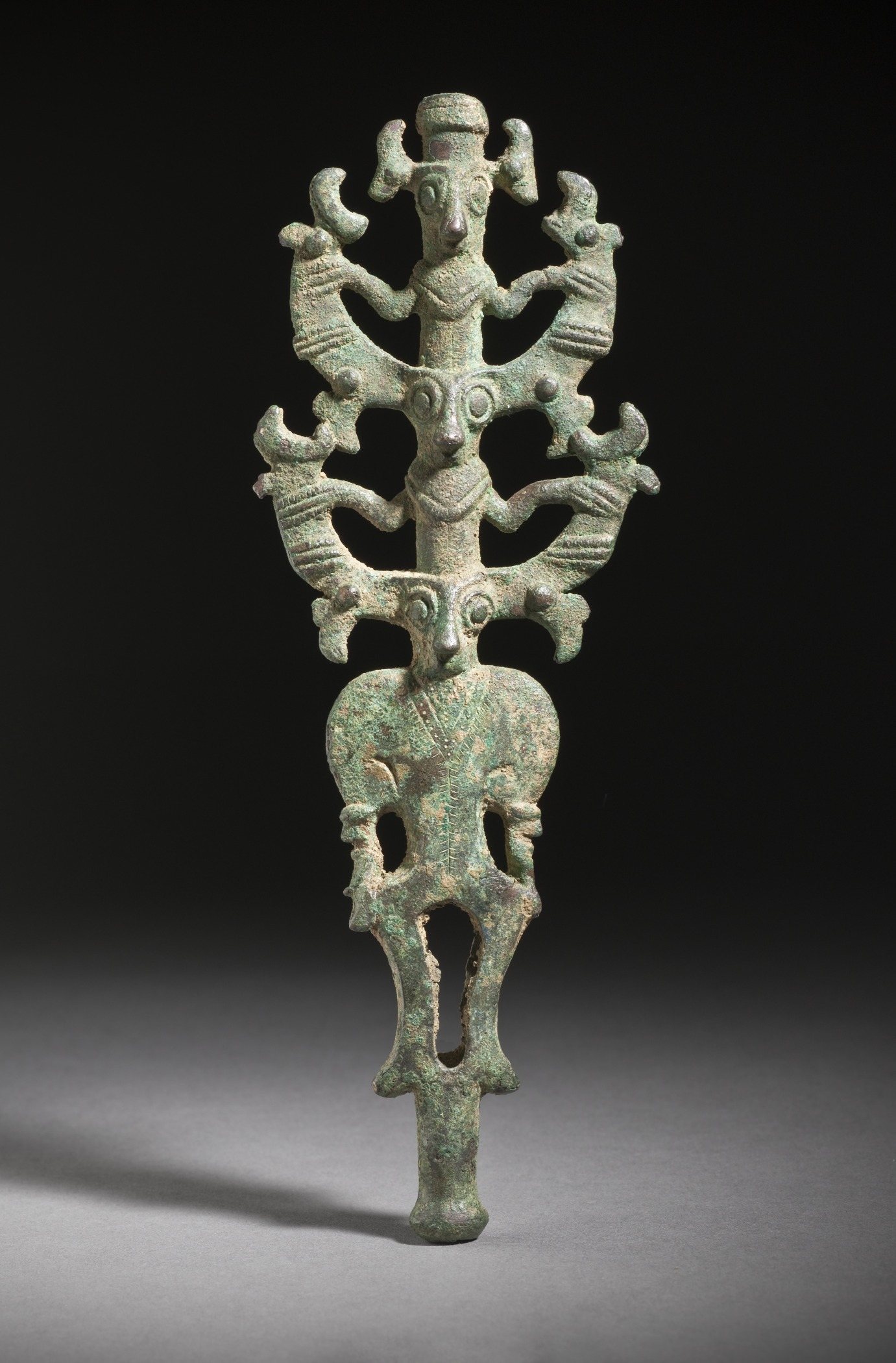
Un dels distintius tipus "canònics" de bronze del Lorestan, el "Estàndard del Mestre dels Animals", aquí en dos nivells, que mostra la "juntura zoomorfica"; 22 cm d'alçada.

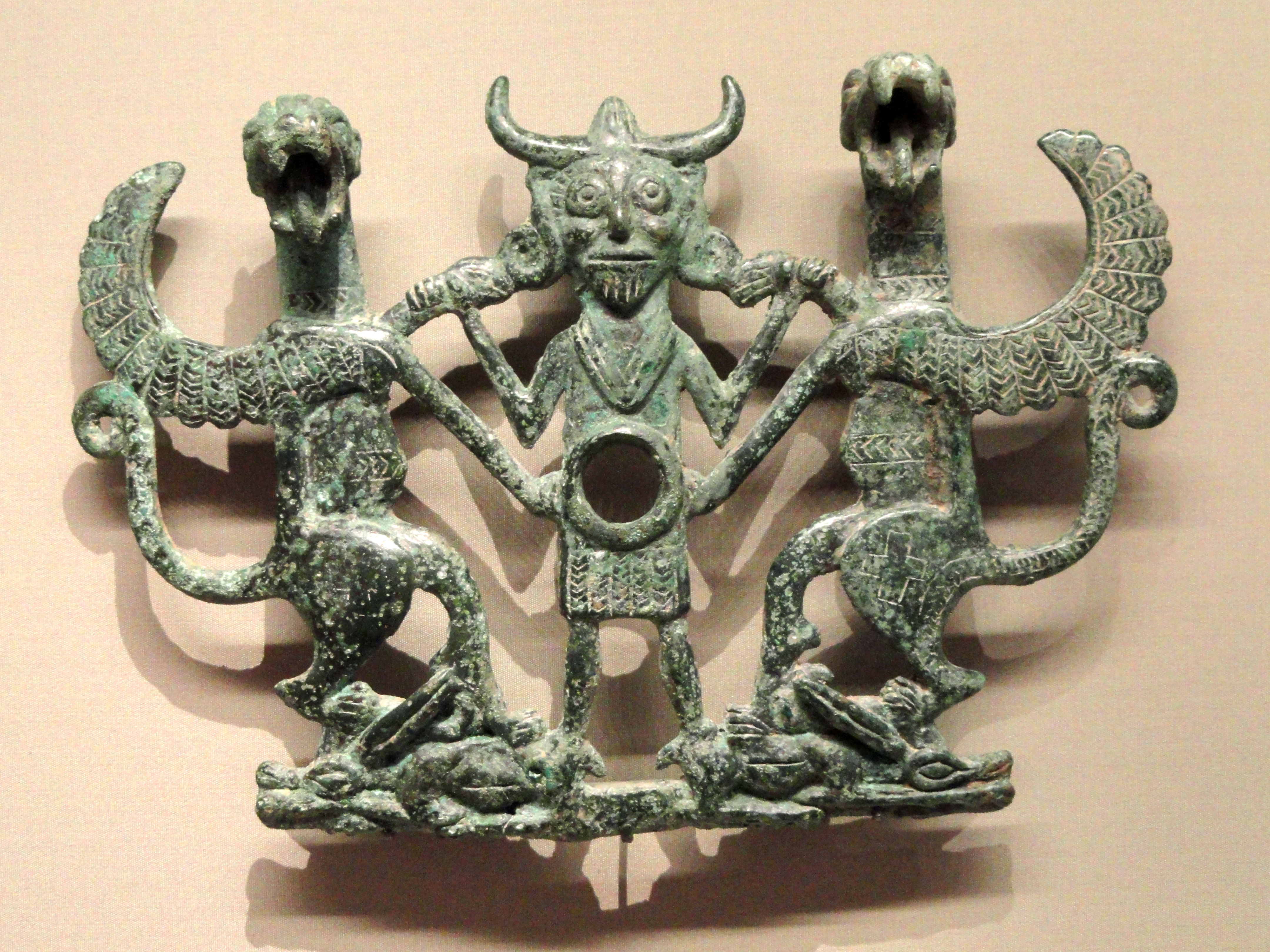
Galta de mossegada de cavall amb motiu del "Mestre dels animals", cap al 700 aC

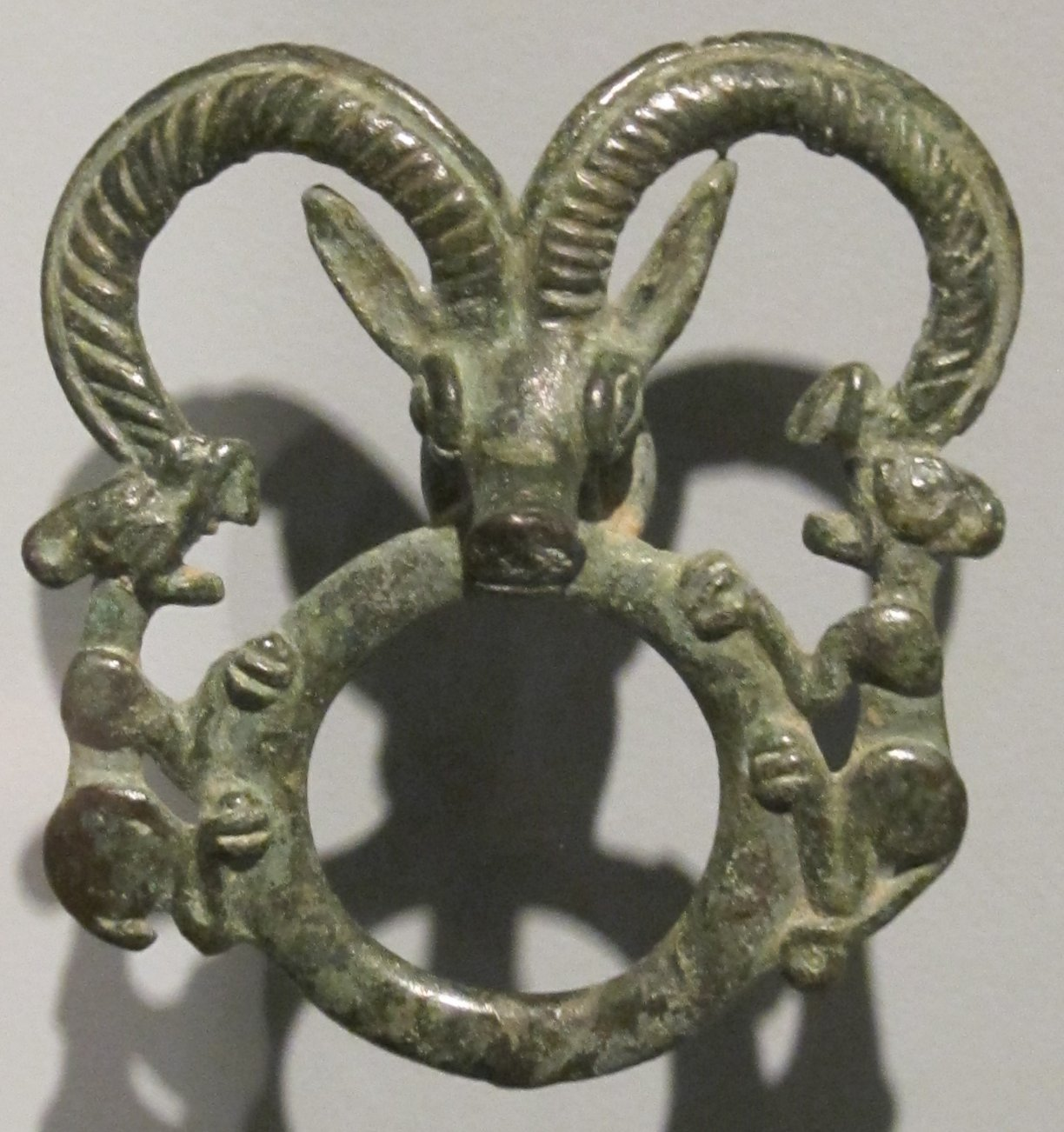
Anell d'arnès amb cabra i felins

Els Bronzes del Lorestan són petits objectes de fosa decorats amb escultures de bronze de l'edat del ferro primerenca que s'han trobat en gran nombre a la província de Lorestan i Kermansah a l'oest de l'Iran. Inclouen un gran nombre d'ornaments, eines, armes, accessoris per a cavalls i un nombre menor d'embarcacions incloses sitres, i els que es troben en excavacions registrades es troben generalment en enterraments. L'ètnia de la gent que les va crear encara no està clara, encara que potser eren irànics, possiblement relacionats amb els actuals luris que han donat el seu nom a la zona. Probablement daten entre el 1000 i el 650 aC aproximadament.
Els bronzes solen ser plans i utilitzen calat, com la metal·lúrgia relacionada de l'art escita. Representen l'art d'un poble nòmada o transhumà, per al qual totes les possessions havien de ser lleugeres i portàtils, i els objectes necessaris com armes, fastigis (potser per a pals de tendes de campanya), accessoris d'arnes de cavalls, agulles, tasses i petits accessoris són molt decorats per la seva petita superfície. Són habituals les representacions d'animals, sobretot cabres o ovelles amb banyes grans, i les formes i els estils són distintius i inventius. El motiu "Mestre dels animals", que mostra un humà posicionat entre dos animals enfrontats i agafant-los, és comú però normalment molt estilitzat. S'hi veuen algunes femelles "mestresses dels animals".

## Descobriment
Els objectes de bronze del Lorestan van ser coneguts al mercat mundial de l'art des de finals dels anys vint del segle XX i van ser excavats en quantitats considerables per la gent local, "homes de tribus salvatges que no van fomentar la competència d'excavadors qualificats", i portats a través de xarxes de comerciants, darrerament il·legalment, a Europa o Amèrica, sense informació sobre els contextos en què es van trobar. Exemples esporàdics anteriors que arribaven a Occident havien estat assignats a diversos llocs, inclosos Armènia i Anatòlia. Hi ha una gran sospita que els milers de peces procedents del comerç d'art inclouen algunes falsificacions.
Des de 1938, arqueòlegs nord-americans, danesos, britànics, belgues i iranians han dut a terme diverses excavacions científiques als cementiris de zones com ara les valls del nord de Pīāh Kūh i el Poshteh Kūh del sud de Lorestan; aquests són termes per als vessants "davant" oriental i occidental "darrera" de la serralada de Kabīrkūh, part de les muntanyes més grans de Zagros, que defineixen la regió on sembla que s'han trobat els bronzes. Com es relacionaven aquests cementiris amb els assentaments contemporanis encara no és clar.
De forma una mica curiosa, dues peces de Luristan molt característiques s'han excavat al món grec, a Samos i Creta, però cap a altres parts de l'Iran o de l'Orient Pròxim.

## Context, datació i desenvolupament estilístic

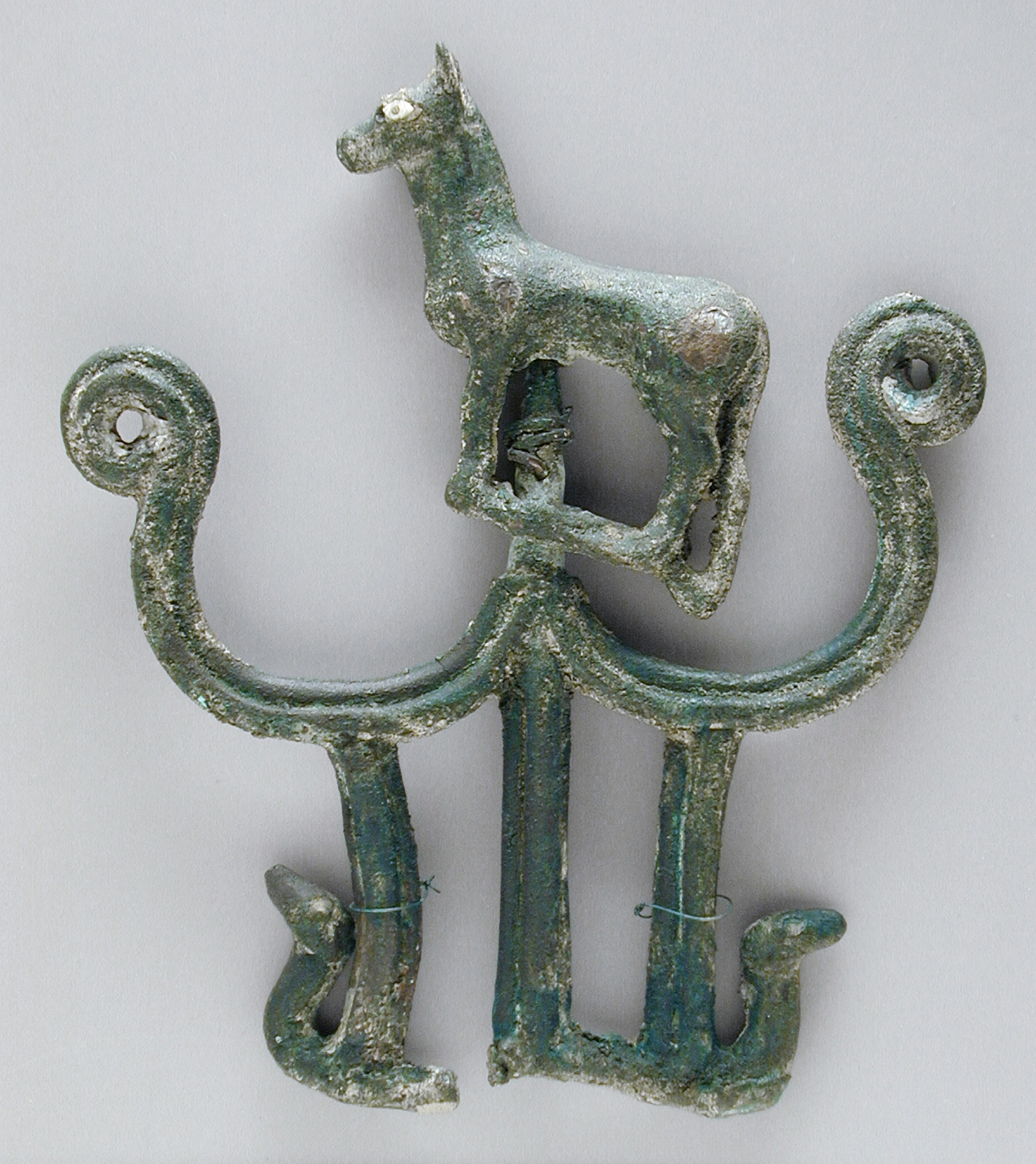
Un predecessor: els primers trams de cavalls elamites en bronze fos, c. 2600-2400 aC

El terme "bronze de Lorestan" no s'utilitza normalment per a artefactes de bronze anteriors de Lorestān entre el quart mil·lenni aC i l'edat del bronze (iraniana) (c. 2900–1250 aC), tot i que sovint són força semblants. Aquests objectes de bronze anteriors, inclosos els de l'Elam, que incloïa Lorestan, eren àmpliament similars als trobats a Mesopotàmia i a l'altiplà iranià, encara que com en les peces posteriors, els animals són un tema molt comú en peces petites de bronze. Des d'una mica abans del període dels bronzes canònics, una sèrie de dagues o espases curtes que es diu que provenen de Luristan estan inscrits amb els noms dels reis de Mesopotàmia, potser reflectint els patrons del servei militar.
Durant la major part del període dels bronzes va formar part, almenys en teoria, de l'Imperi Neoassiri. Com a regió rural muntanyosa, el que va suposar l'ascens i la caiguda d'aquests imperis per a la regió segueix sent molt incert; un canvi climàtic abans del 1000 aC sembla haver afectat significativament la zona. Les poques peces atribuïdes a Luristan que porten inscripcions són peces no registrades del mercat d'antiguitats.
Els arqueòlegs divideixen els períodes de producció dels bronzes en (Edat) Ferro Tardiu de Lorestan I a III. Ferro Tardiu de Lorestan II va ser menys productiu, i segueix sent menys entès. Les dates d'aquests períodes es mantenen fluides, però es suggereix que el material de Ferro de Loristan I va ser fabricat al voltant dels anys 1000 aC, el de Ferro II cap al 900/800–750, i el de Ferro III al voltant de 750/725–650."
Ara es creu que el desenvolupament estilístic de les peces va des de les representacions naturalistes d'humans i animals cap a l'estilització, tot i que encara no és clar si aquesta va ser una tendència constant. Això inverteix la tendència proposada per Michael Rostovtzeff, un dels primers escriptors sobre els bronzes.

## Tipus d'objectes
Tot i que hi ha una àmplia gamma d'objectes, alguns tipus són especialment comuns, distintius i, per tant, "canònics".

### Fastigis d'animals, estàndards i tubs
Entre els més característics hi ha una sèrie d'objectes amb una cavitat buida o un anell obert, dissenyats per fixar-se a la part superior d'un pal o un altre suport vertical, sovint utilitzant un accessori separat. Aquests es poden descriure com a fastigis, estàndards i tubs; Muscarella i altres escriptors utilitzen tots aquests termes, diferenciant-los només per la forma de la seva decoració. A diferència d'altres tipus d'objectes, molt pocs d'aquest grup han estat trobats per les exploracions arqueològiques. També es poden haver utilitzat amb elements peribles que no han sobreviscut, ja sigui com a decoració addicional o per mantenir el conjunt. S'han proposat moltes idees per a la seva funció, sense arribar a cap consens general; un suggeriment persistent és que s'inserien branques frondoses o florides per damunt d'elles. Les xifres que sobreviuen suggereixen que els objectes no eren rars i que podrien haver estat assequibles per a la majoria de les famílies.

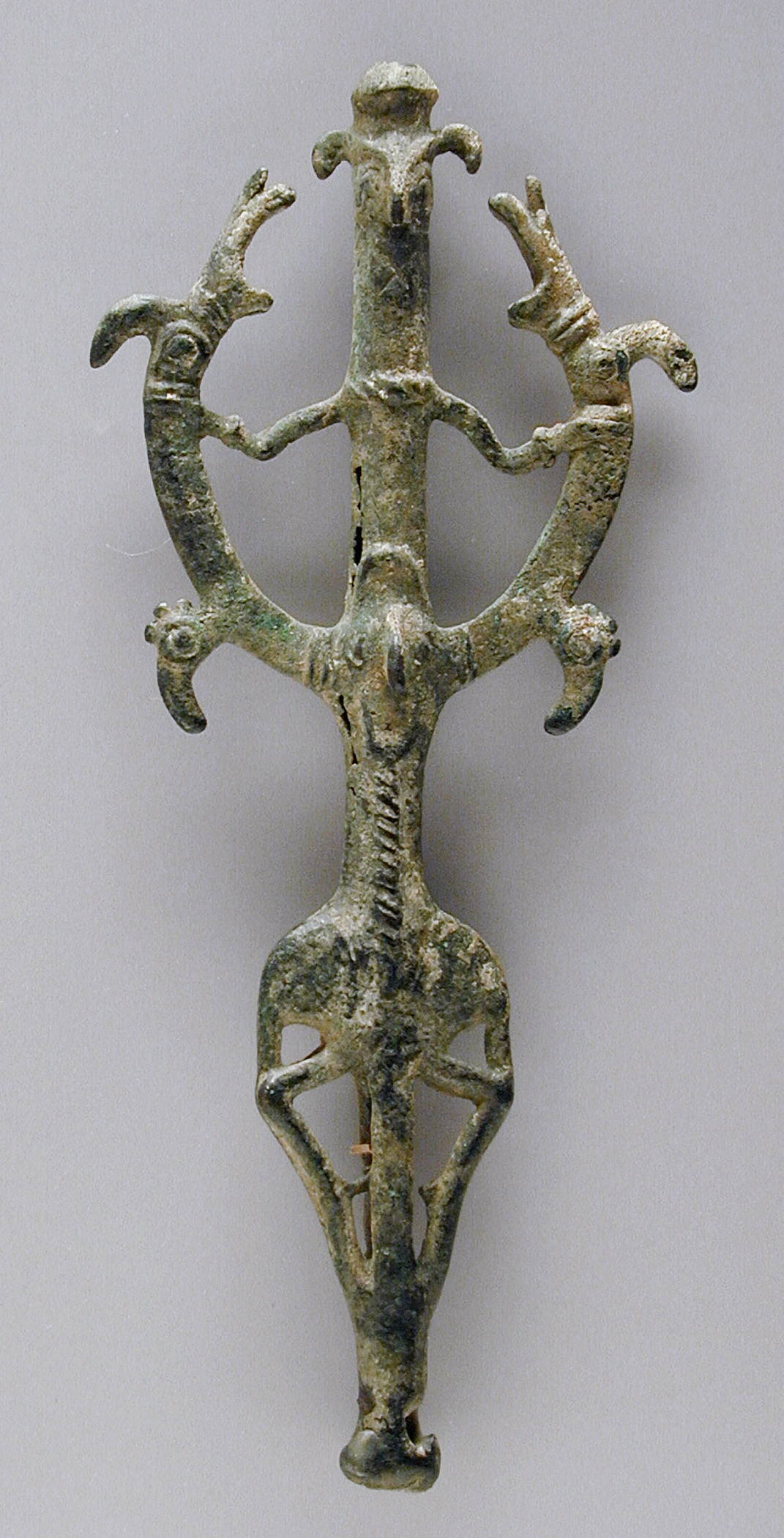
Mestre dels Animals estàndard

Prenent els grups en el que actualment es considera generalment la seva seqüència cronològica àmplia, els primers són els "fastigis d'animals", amb dos animals enfrontats rampants, generalment una parella de cabres salvatges de grans banyes (o cabres o ovelles mufló) o felins, encarats entre ells amb un tub central o anells oberts (formats a les unions dels seus peus davanters i posteriors) entre ells. El cabra aegagrus aegagrus, l'espècie salvatge local de cabra, ja va ser domesticada mil·lennis abans; té unes banyes corbes grans amb costelles nudoses. En comparació amb els tipus posteriors, els animals són més naturalistes, especialment el grup de les cabres salvatges, encara que no tant perquè la seva espècie precisa es pugui determinar amb molta confiança. En alguns exemples les figures són "dimonis", amb trets humans excepte per les seves grans banyes.
El següent grup és un tipus menys comú, sovint anomenat "estàndard ídol". Aquí, el tipus felí d'"fastigis d'animals" té a més un cap humà separat entre els dos caps dels animals, subjectat per les seves potes davanteres. Els dissenys s'han convertit en calats, amb espais tancats formats pel cap humà i el cap i el coll de cada felí, i d'altres per les potes posteriors. El significat, si n'hi ha, d'aquest grup no és clar, però sembla que hi ha alguna cosa per revertir el significat del següent grup, molt més comú, anomenat "mestre dels estàndards animals".
Aquests tenen una figura més completa, que ara es veu fins a la cintura amb una forma essencialment humana (incloent el que poden ser figures divines i "demoníaques") entre els dos animals, agafant-los per formar el motiu del Mestre dels Animals, ja fa més de 2000 anys. en aquest punt, i un puntal de la iconografia en l'art de Mesopotàmia. Ara els braços de l'ésser humà solen estendre's per agafar el coll dels animals. Totes les figures estan molt estilitzades, i sovint tota la composició es repeteix per sota, mirant en sentit contrari. Els cossos de les tres figures tendeixen a fusionar-se al mig en el tub central, abans de tornar a divergir a les extremitats inferiors. La "juntura zoomòrfica", on el cos d'un animal es converteix en un altre, es veu molt sovint, amb un altre cap humà i un parell de caps d'animals apareixent a l'alçada de la cintura del conjunt de figures superior. Aquest segon cap humà sovint també té un cos, i dos caps d'animals més, aquests típicament de galls, sobresurten més avall.
En el grup final, anomenat "tubs antropomòrfics", només queda aquesta figura inferior amb caps de gall que sobresurten, o només la figura humana, de la qual només es pot reconèixer el cap. Així, els tipus més simples són només un tub amb una cara humana a la part superior, de vegades una cara de Janus amb dos caps esquena contra esquena, i potser algunes motllures simples al tub. No és clar si aquests grups representen realment un desenvolupament cronològic amb un tipus succeint a un altre. Altres tubs són comparables, però utilitzen característiques animals més que humanes.

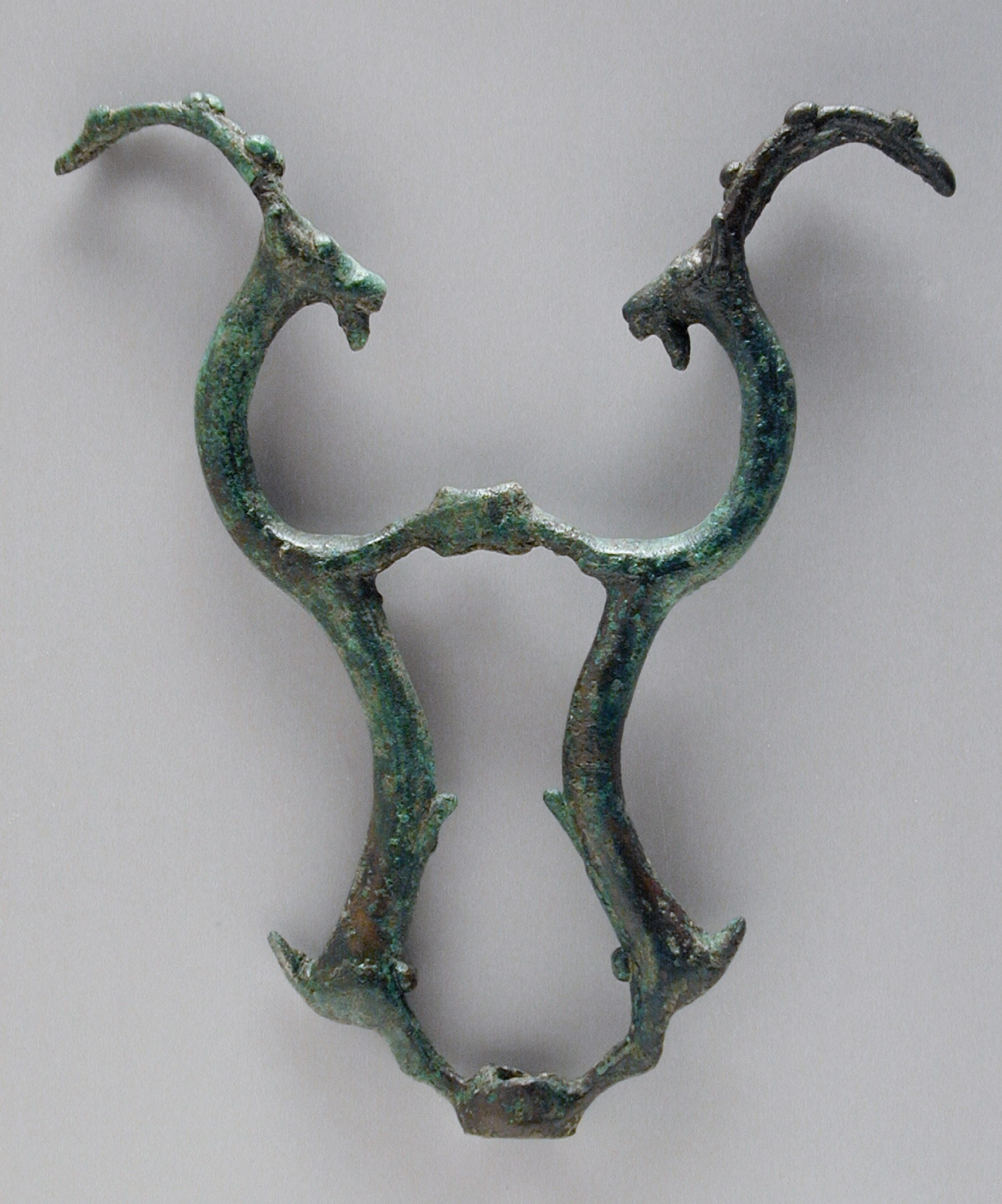
Fastigi d'animal ibex amb anelles
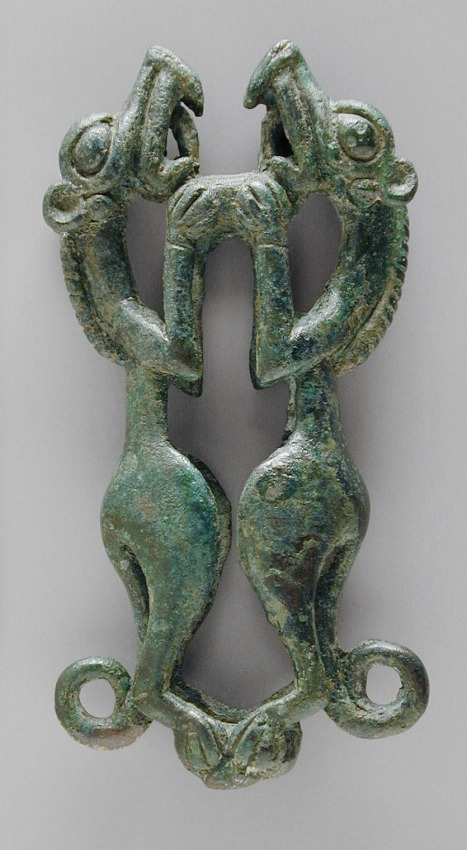
Fastigi d'animal felí amb anells
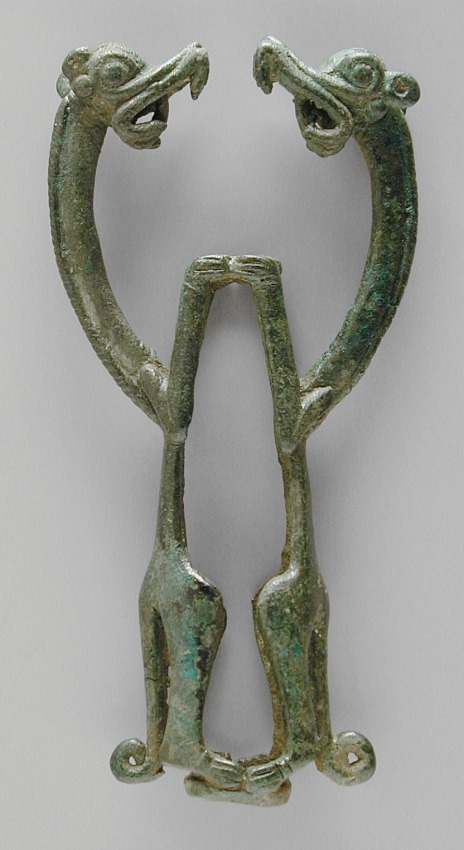
Fastigi d'animal felí amb anells
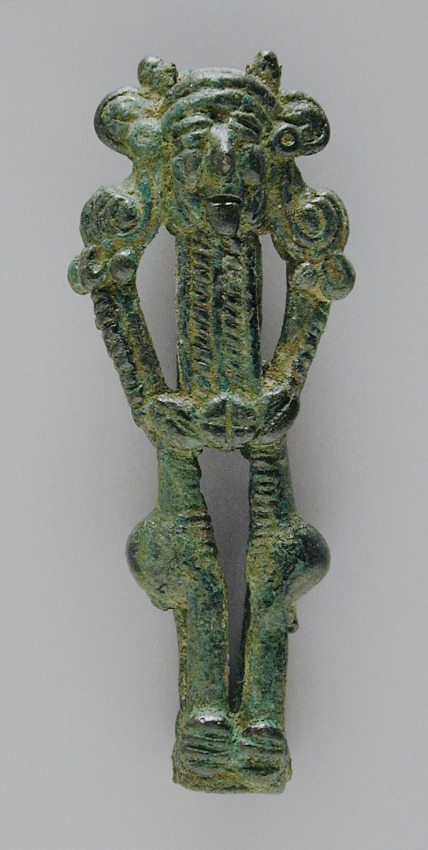
tipus "Idol estàndard"
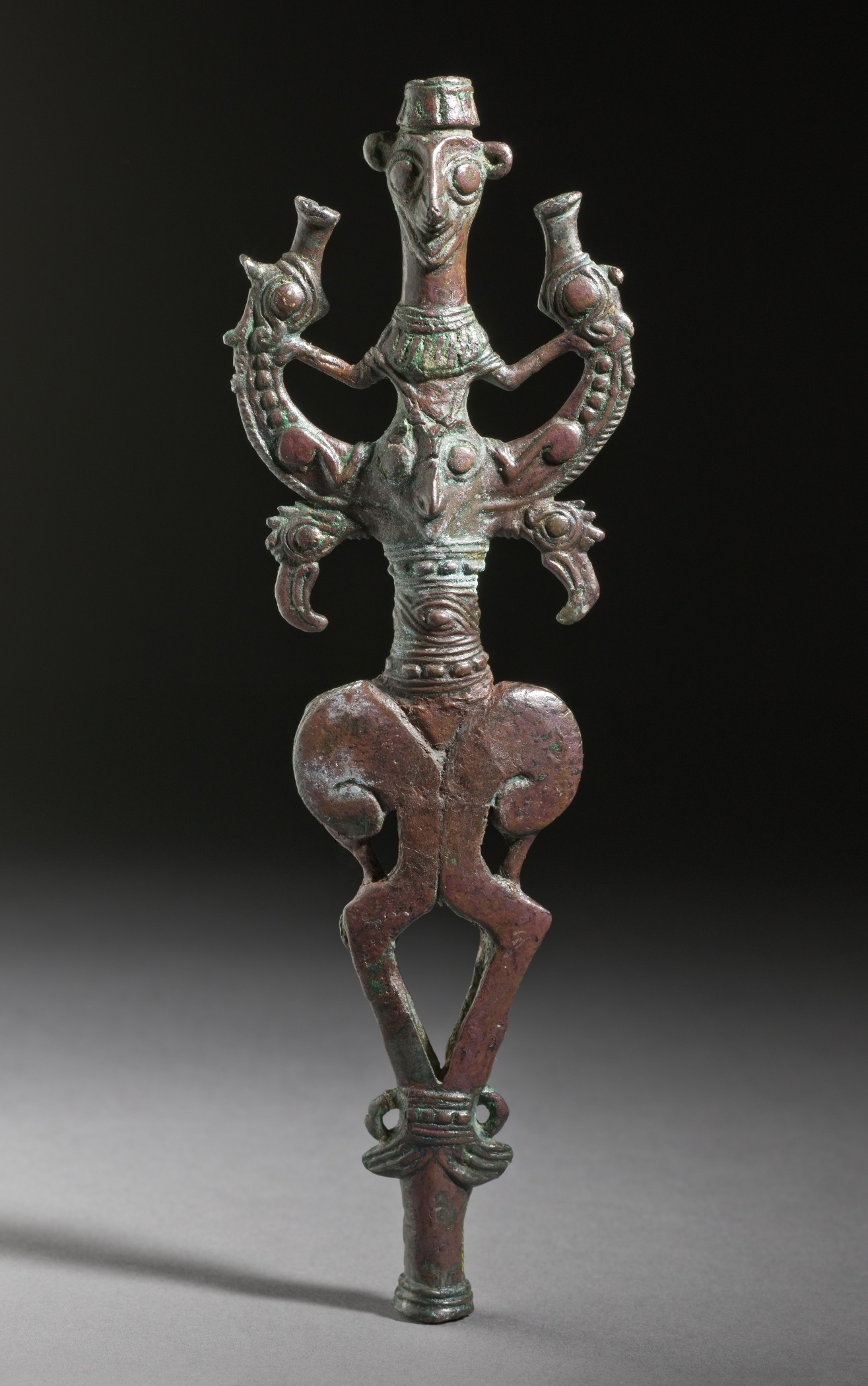
Mestre dels Animals estàndard
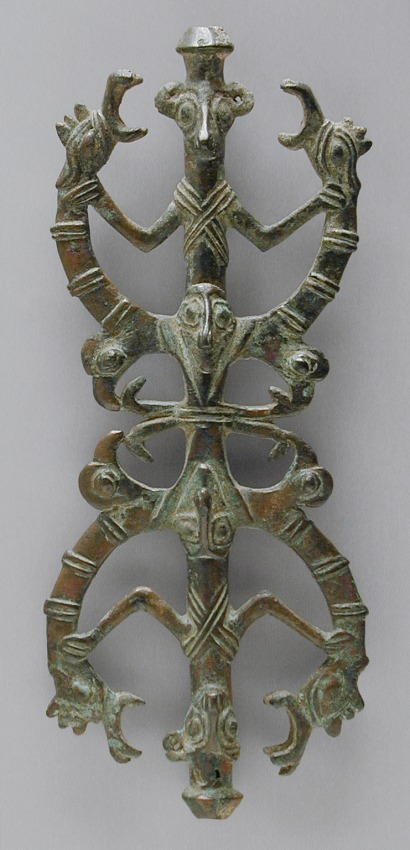
Mestre dels Animals estàndard, doble composició
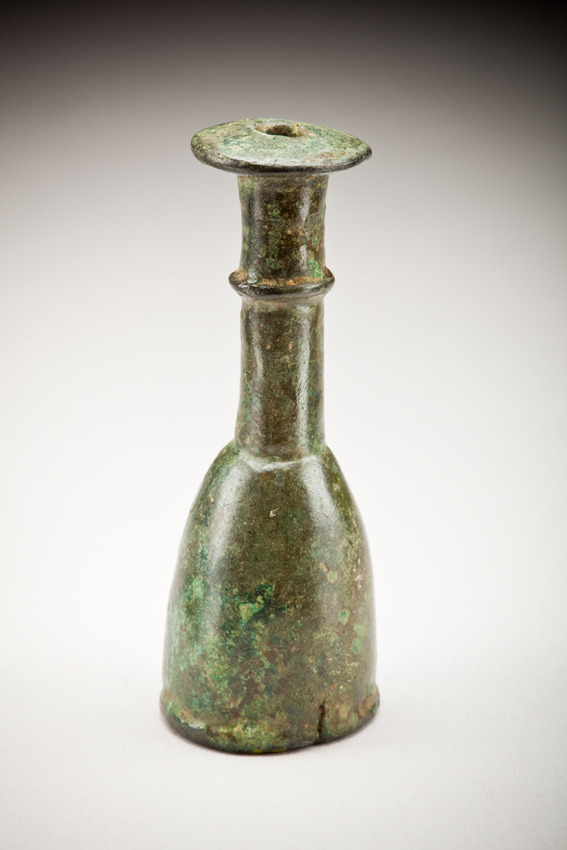
Peça de suport
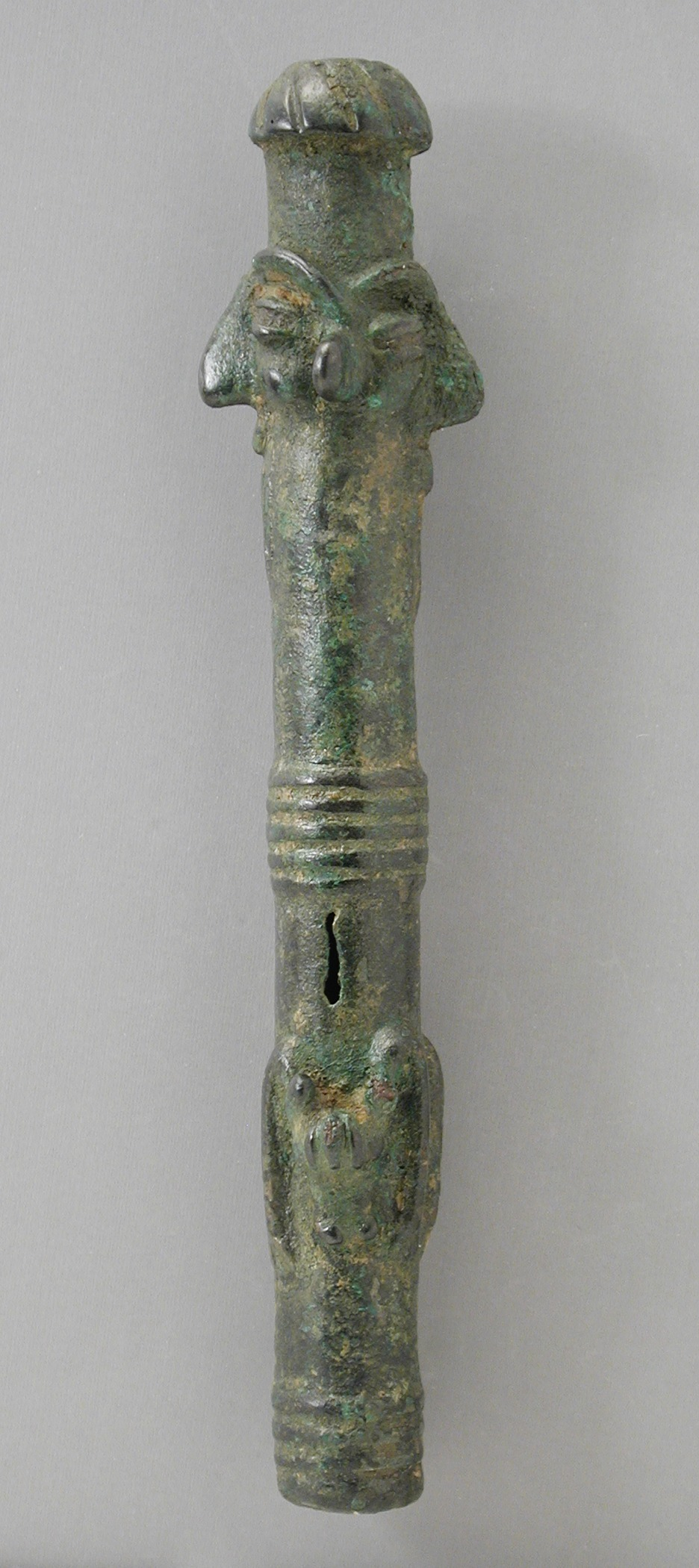
"Tub antropomòrfic"

### Galtes de cavall

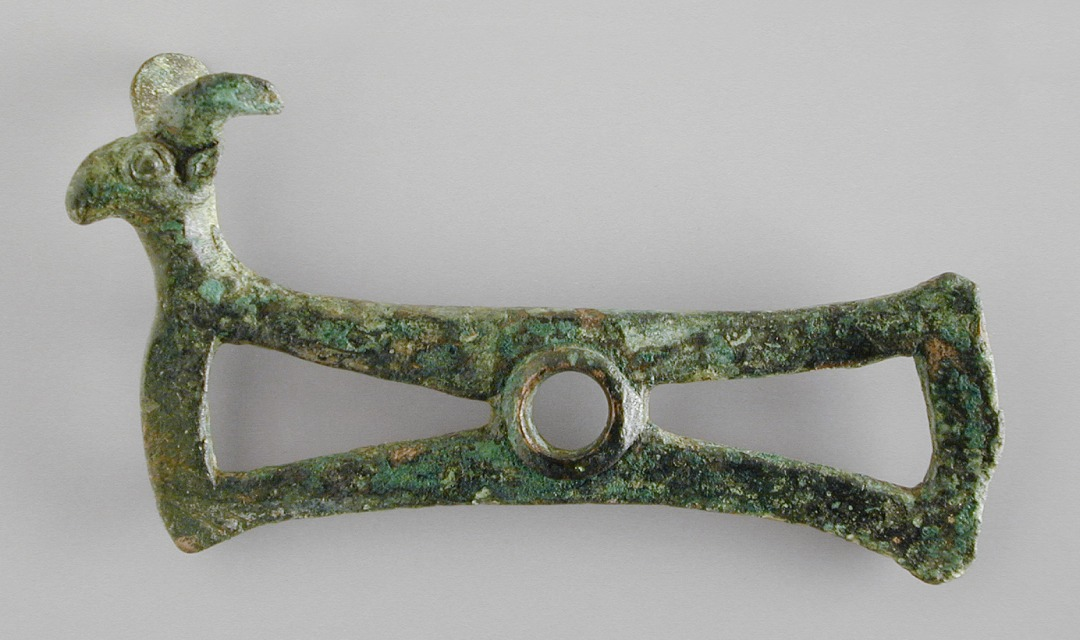
Algunes galtes de cavall tenen el "cos" animal reduït a un rectangle.

Una altra classe comuna de bronzes són els parells de galtes de cavall a partir de moses; en acabar aquests vénen amb una barra entre ells que va a la boca del cavall. Sovint hi ha anelles a la part superior o posterior de les plaques, per subjectar les corretges per lligar al cap del cavall. Es tracta de plaques planes calades, amb un forat central reforçat per passar l'embocadura; on sobreviuen conjunts complets, aquests es mantenen al seu lloc mitjançant els extrems de la barra de l'embocadura que s'enrotllen.
Els dissenys són variats, però els més habituals són els animals, molt sovint en versions fantàstiques amb ales, i el Mestre dels Animals. Altres temes inclouen els aurigues i un subjecte amb dues figures flanquejant un objecte semblant a un arbre. Molts exemples sobreviuen com a plaques individuals, potser separades després de ser excavades. La història comuna que les peces es trobaven sovint col·locades sota els caps dels homes en enterraments sembla no ser certa. La majoria de peces es van trobar en contextos no registrats, però es coneix un exemple d'enterrament de cavalls de Luristan; no és clar si era del mateix període.
Tot i que en aquesta data l'equitació era molt comú entre les elits del Pròxim Orient, que utilitzaven algun tipus de trosset, aquest gran estil de galta només es troba a Lorestan. La barra rígida de l'embocadura d'una sola peça, assegurada per extrems posteriors doblegats, també és inusual; en altres llocs es troben bocs més flexibles. Moltes peces tenen petites punxes al revers de les plaques; es creu que s'utilitzaven per controlar el cavall o bé per fixar coixinets de suport de material més suau.

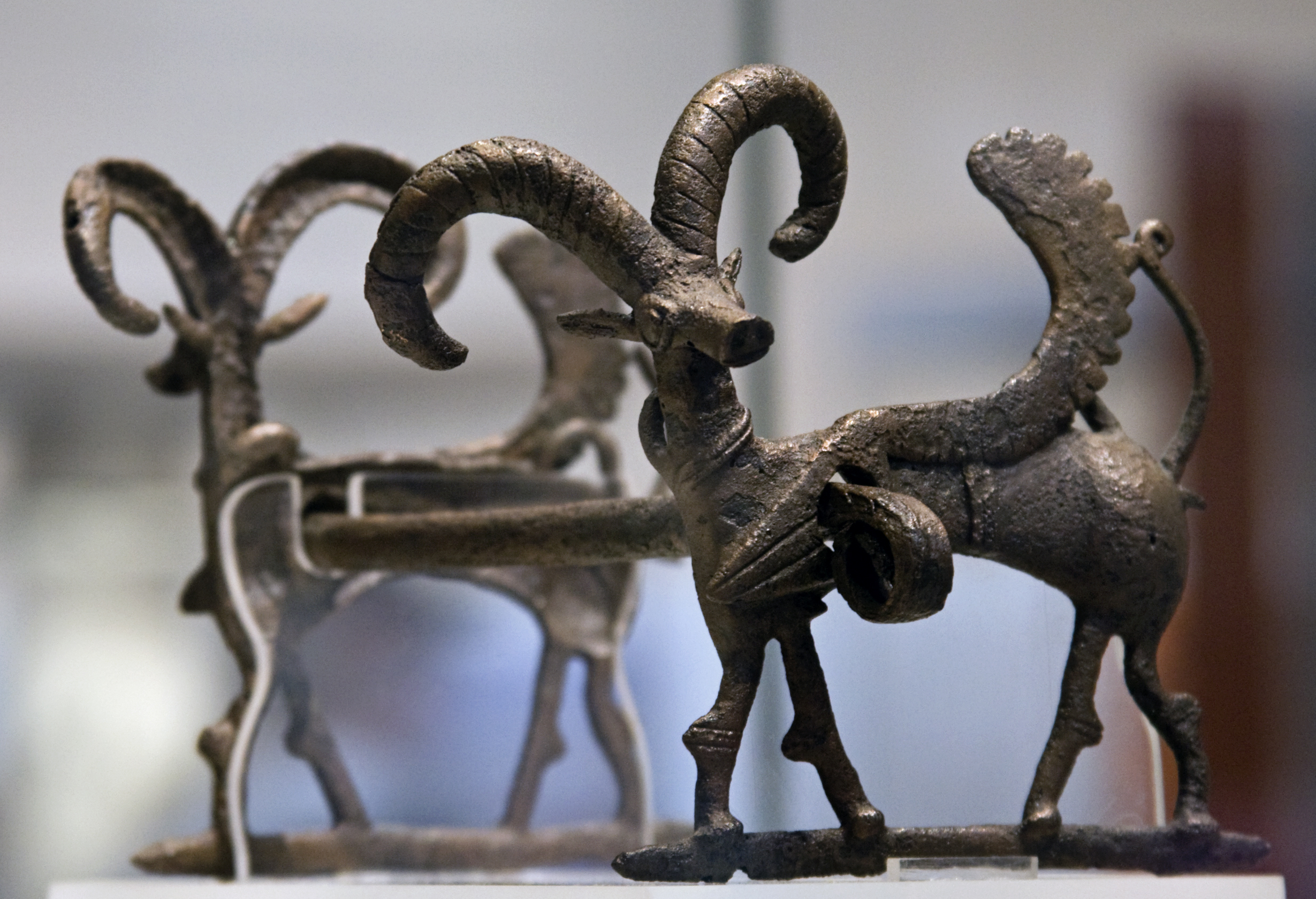
Parell de galtes amb la broca intacta; es poden veure els llaços als extrems del tors
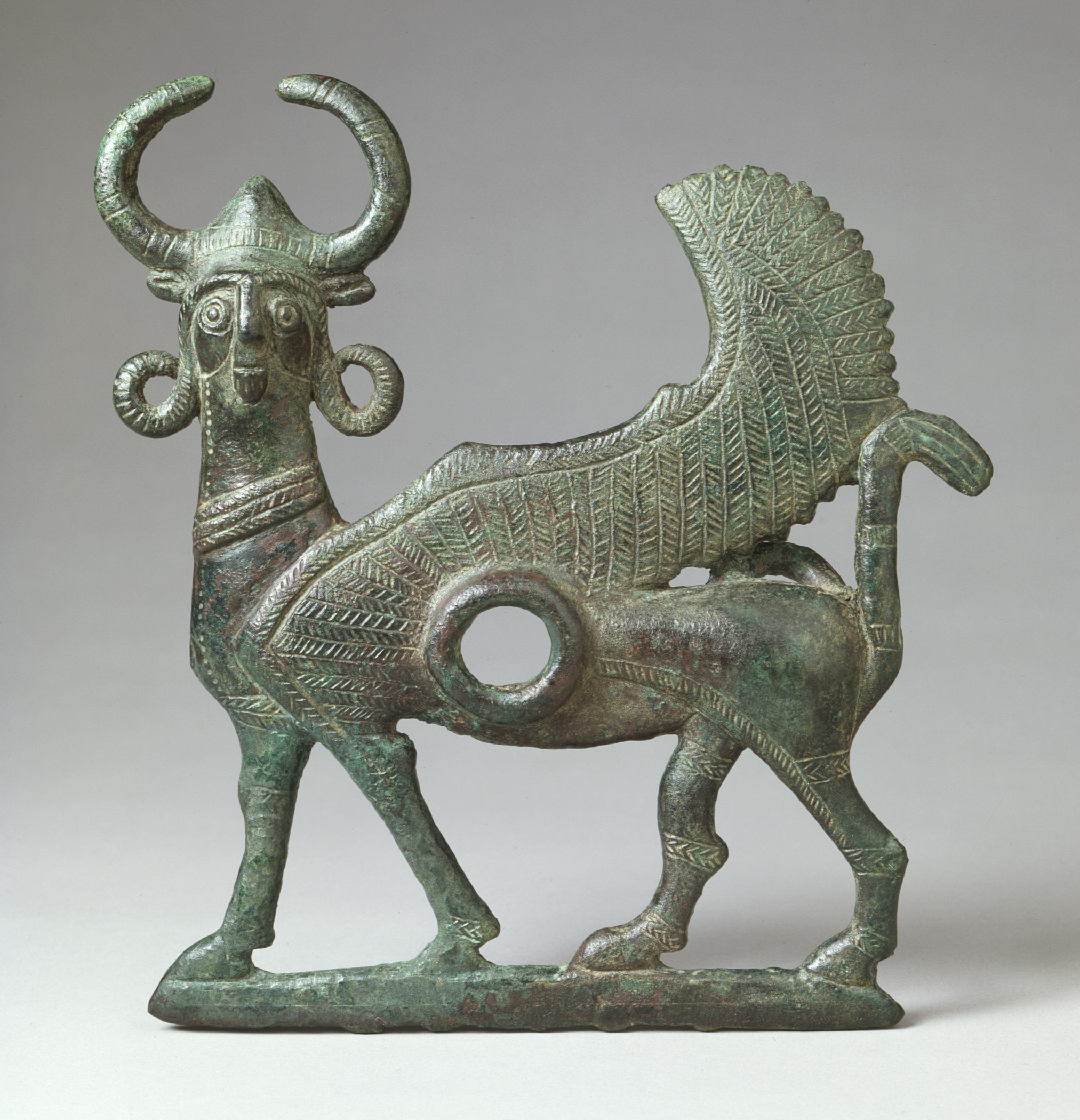
Placa única amb una esfinx alada
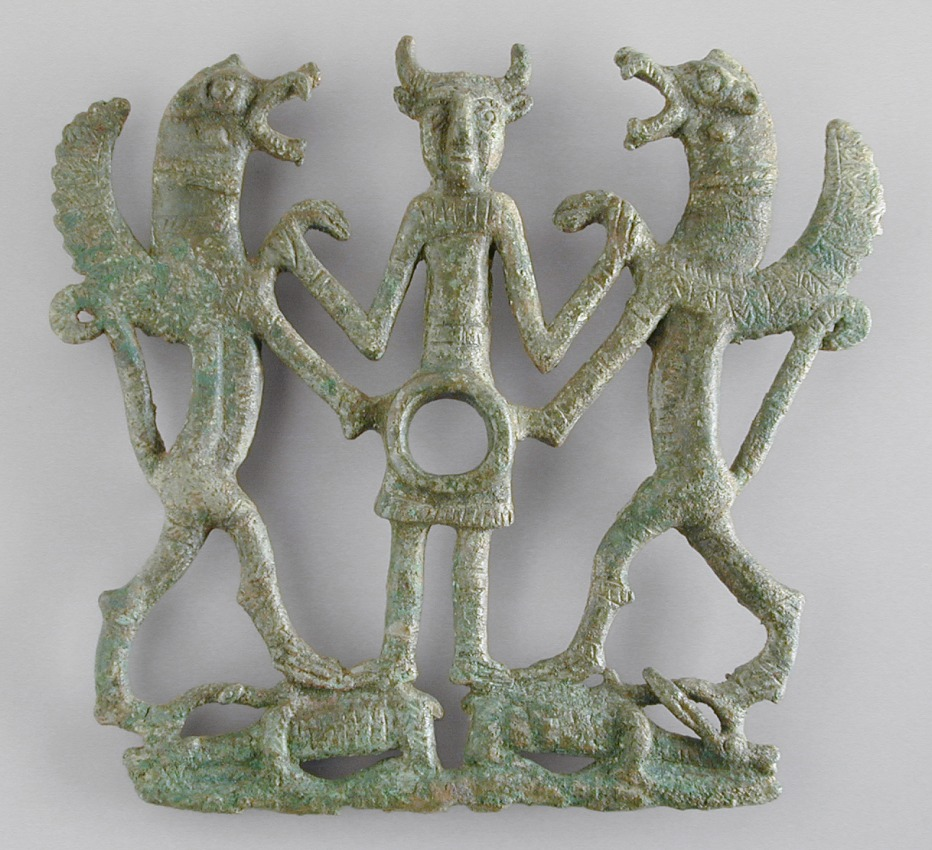
Mestre dels Animals
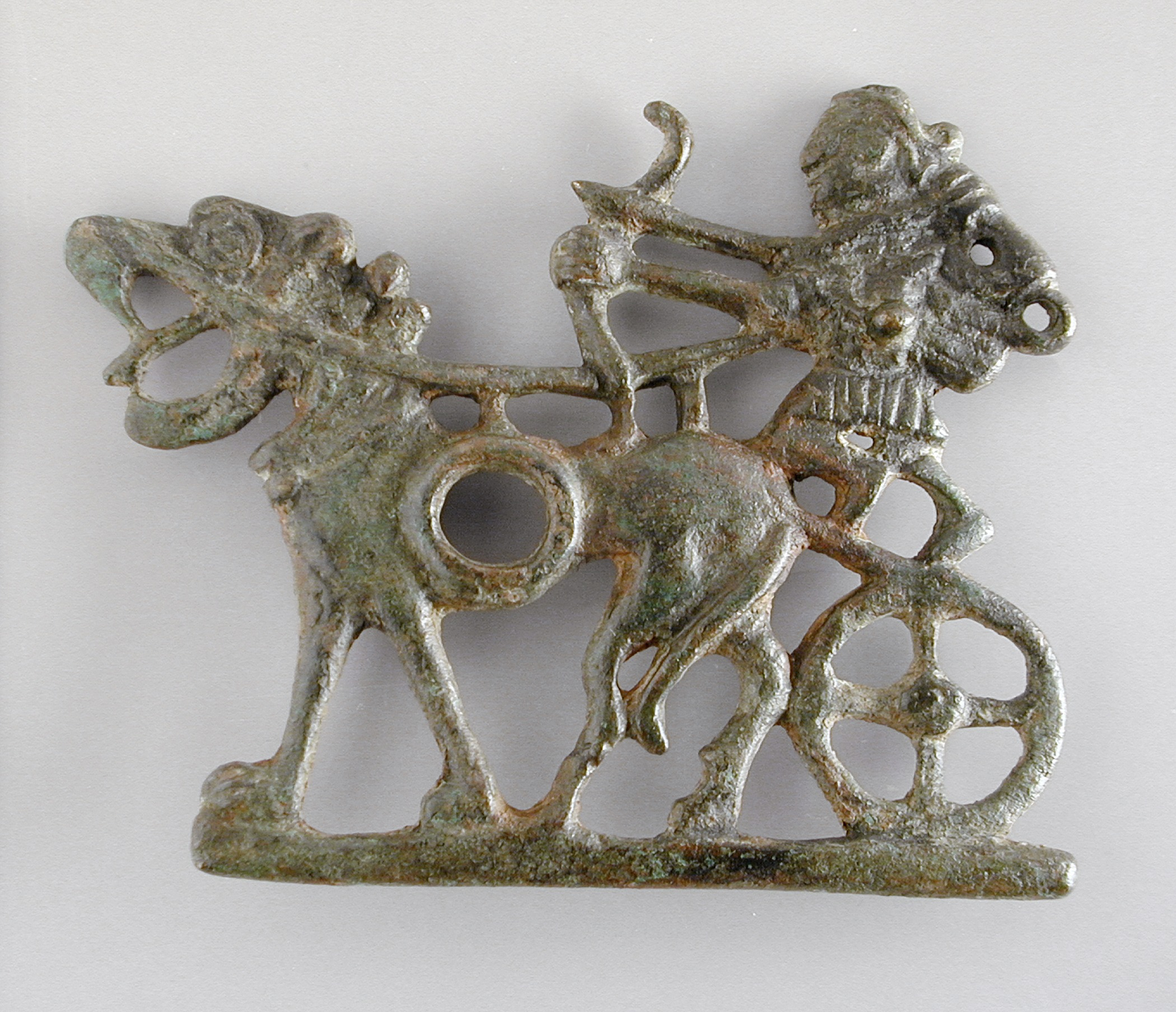
Auriga

### Capçals

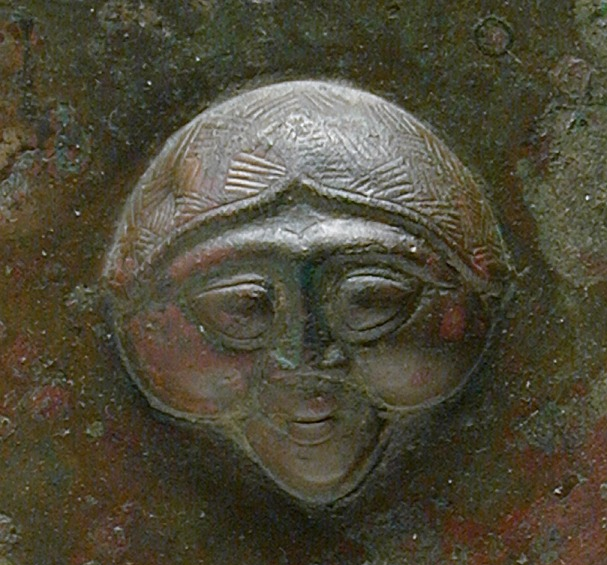
Cara d'un pin de disc sense decoració

Els grans capçals decorats són el tercer tipus comú i distintiu de bronzes de Lorestan, que es divideixen en dos grups diferents: dissenys escultòrics i calats, molts utilitzen el repertori iconogràfic d'altres tipus d'objectes, i caps de disc plans, normalment rodons. El seu ús és incert; probablement s'utilitzaven tots dos com a ofrenes, com suggereixen els números trobats al temple excavat de Surkh Dum, però també es portaven com a decoració o per subjectar la roba. S'han suggerit altres usos. Aquests no s'han trobat en tombes excavades. A Surkh Dum també es van trobar caps d'agulla en os i faiança.
Les agulles amb cap de disc es fabriquen amb xapa metàl·lica mitjançant treballs de repussat, gravat i altres tècniques, per la qual cosa es diferencien dels tipus descrits anteriorment, que són fosos. Molts dissenys se centren en una cara gran, i en general els humans predominen sobre els animals en la seva decoració, una altra diferència respecte als altres tipus. El diàmetre del disc sol ser d'entre 6 i 9 centímetres, i tot el pin i el cap fins a uns 20 centímetres. Es troben dissenys similars de cares grans en algunes altres plaques de propòsit incert.
Les cares són majoritàriament arrodonides per omplir un espai circular, i es poden considerar femenines. No tenen barba, i algunes figures plenes són clarament femenines, assegudes amb les cames obertes mostrant una vulva, potser mostrada en el part; en altres pins aquest és clarament el cas. Aquestes peces eren presumiblement votives per la fertilitat. Els ulls de vegades estan incrustats de blanc, amb un punt negre per a la pupil·la. La cara pot ocupar la major part del disc, o ser petita, al centre d'una vora àmplia amb altres subjectes. Altres dissenys presenten un ampli ventall de temes, amb alguns motius purament decoratius, i d'altres presenten algunes escenes complexes, principalment religioses, amb moltes figures ("dimonis d'aspecte estrany i animals aparentment implicats en activitats cultuals i mitològiques", com els descriu Muscarella).

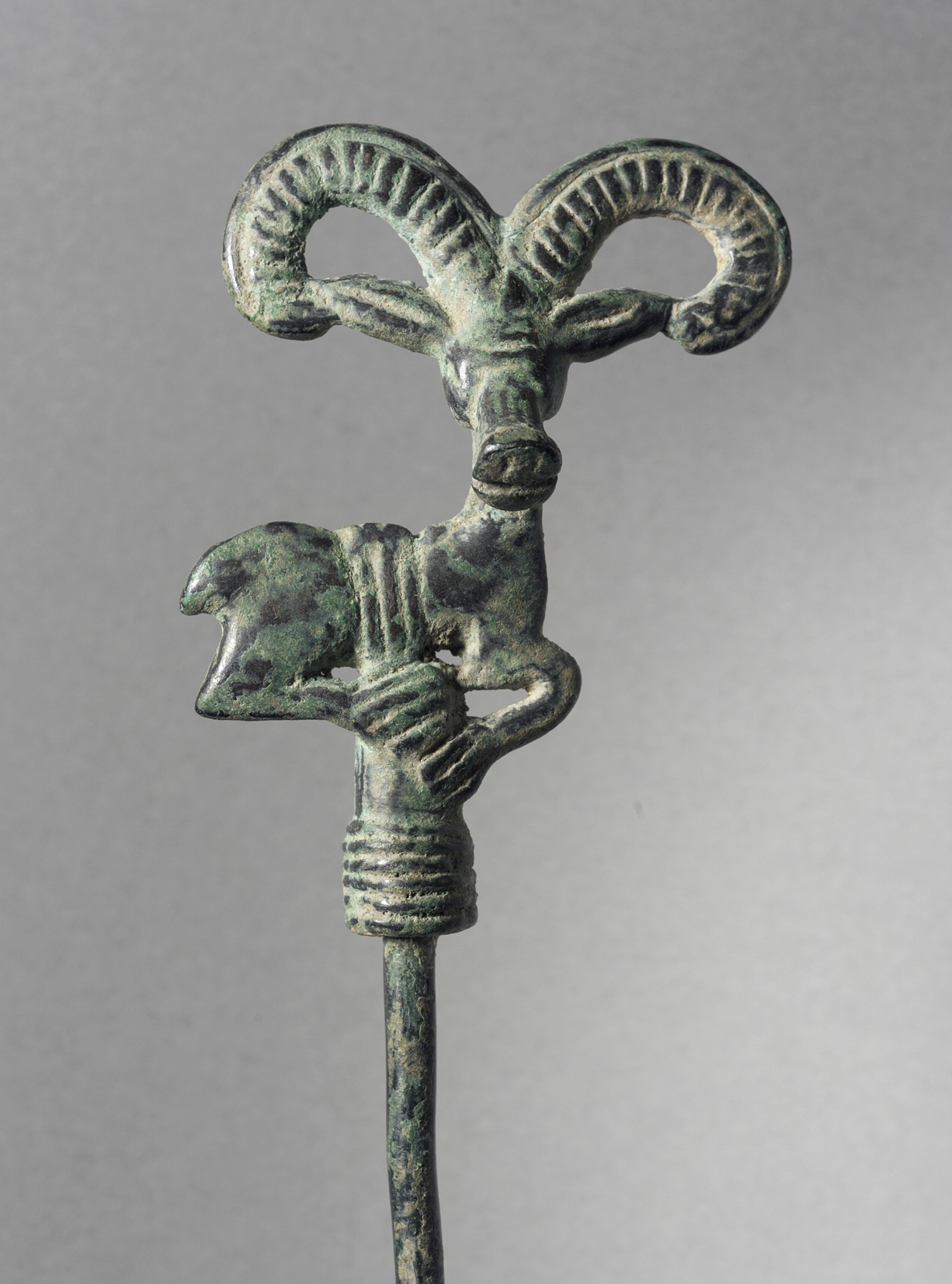
Capçal d'ibex o moufló
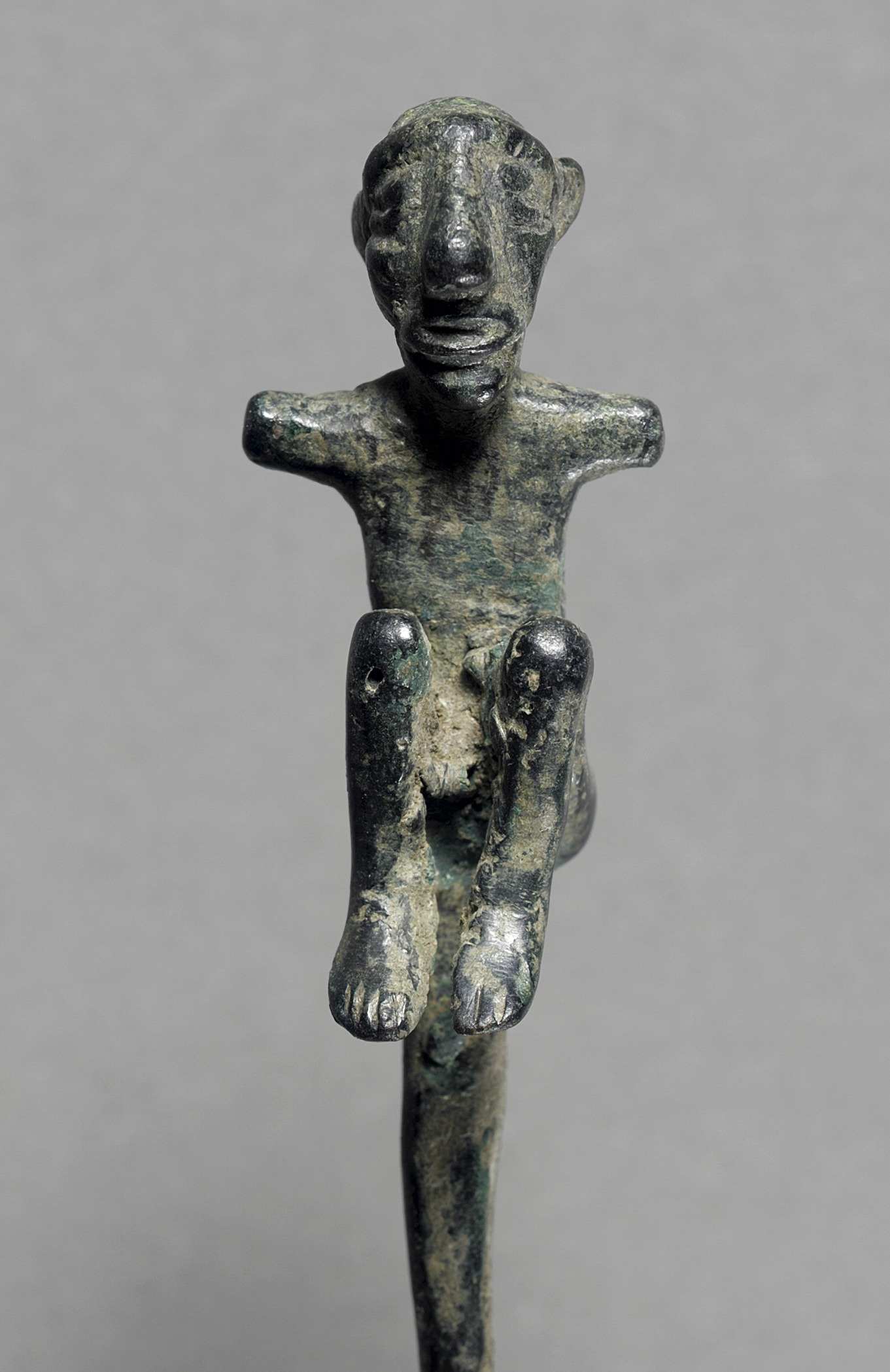
Capçal pin d'humà
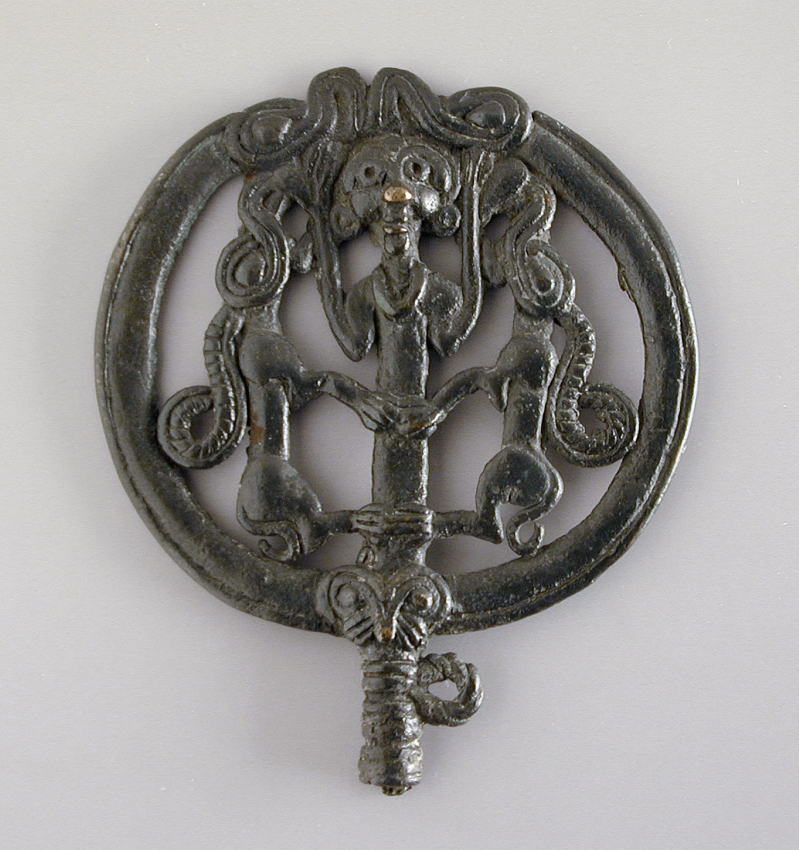
Capçal amb motiu d'ídol estàndard
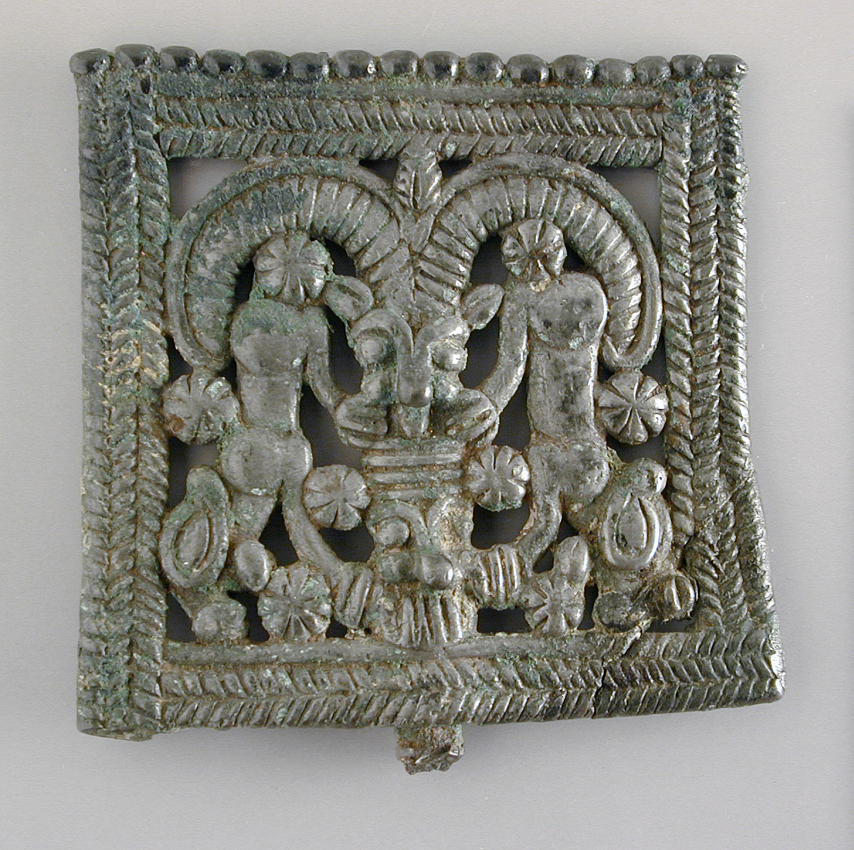
Capçal calat
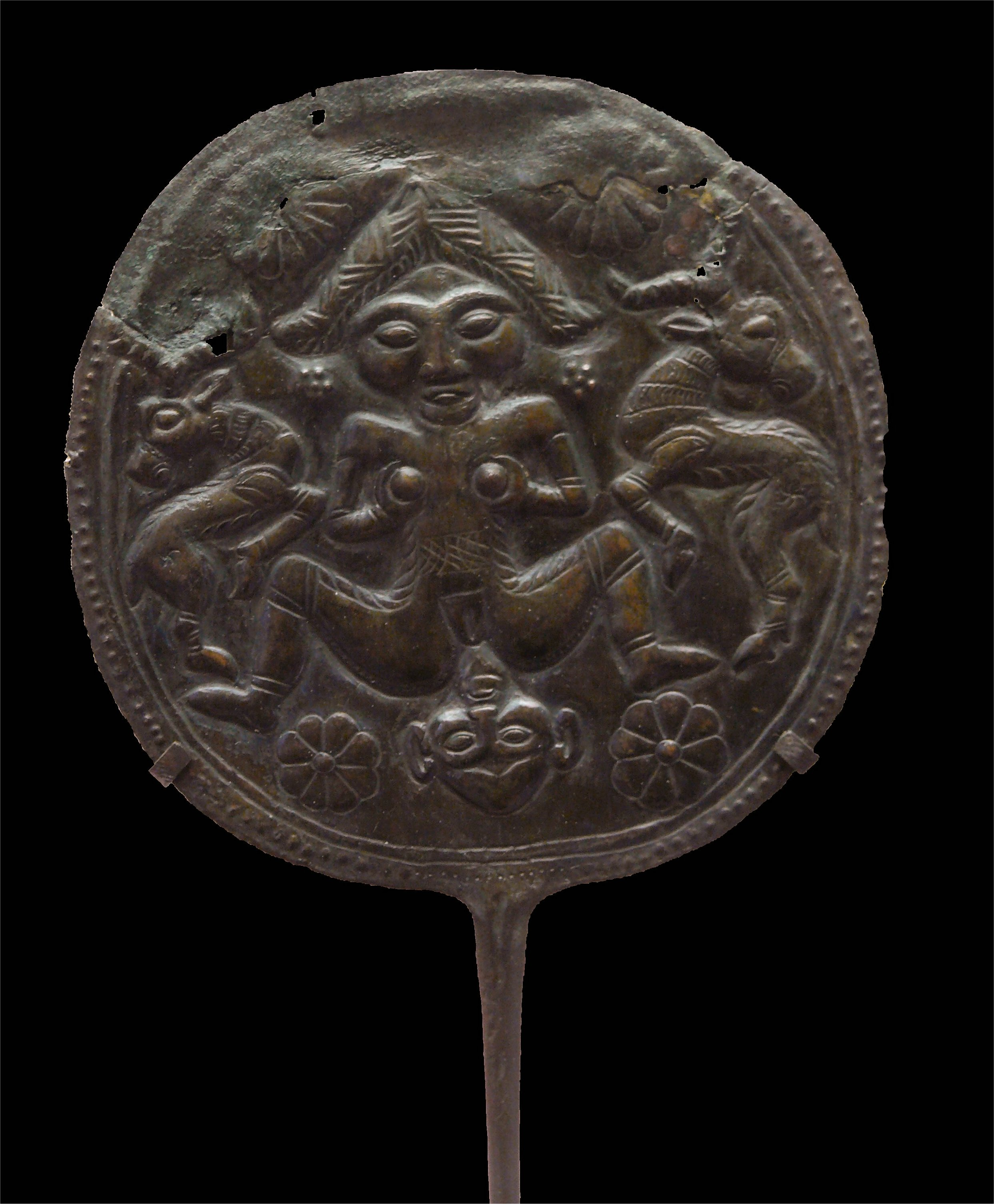
Capçal amb dona donant a llum, flanquejada per antílops
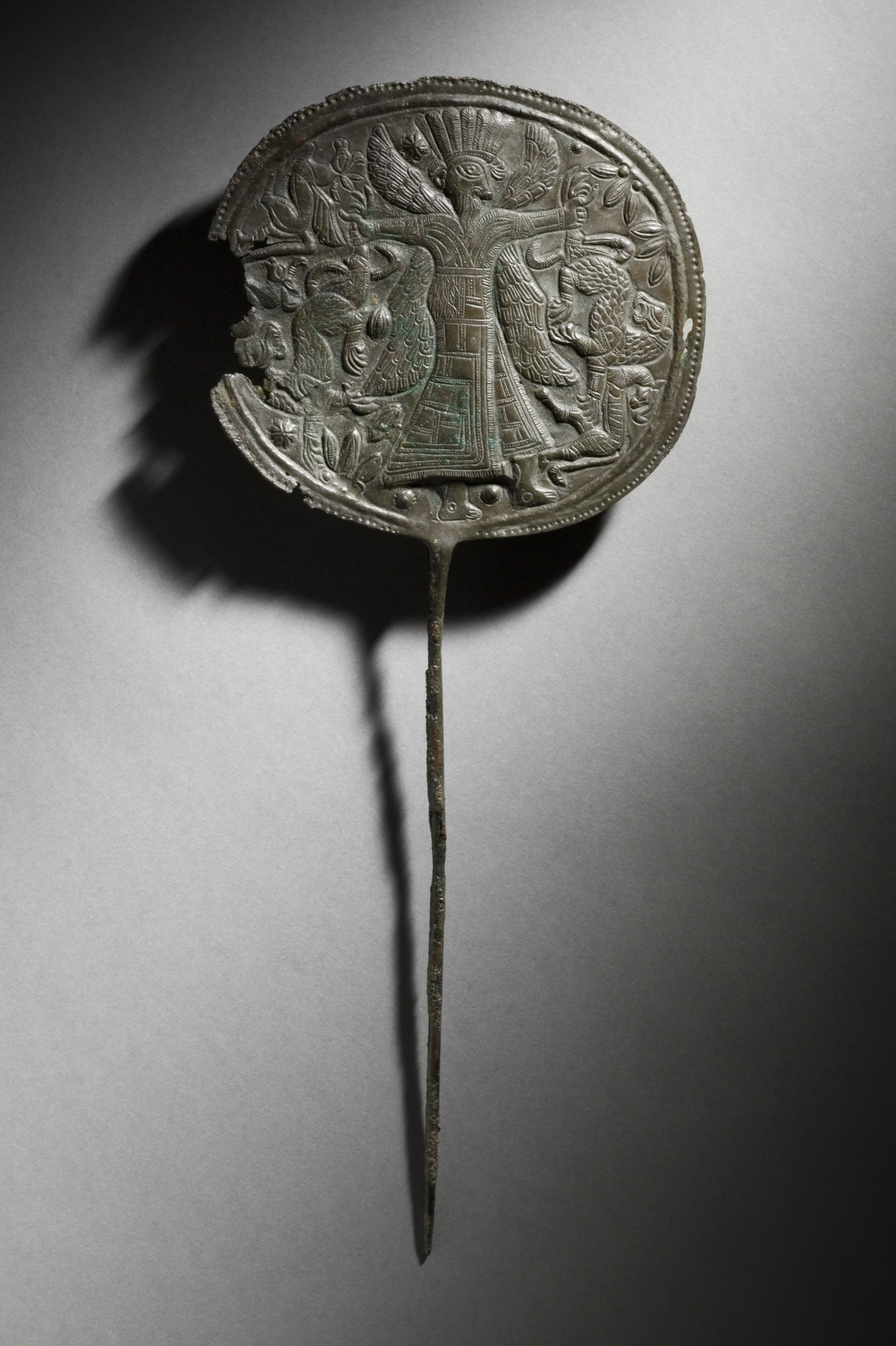
Deïtat amb cap animal com a mestre dels animals, subjectant dues panteres per la cua
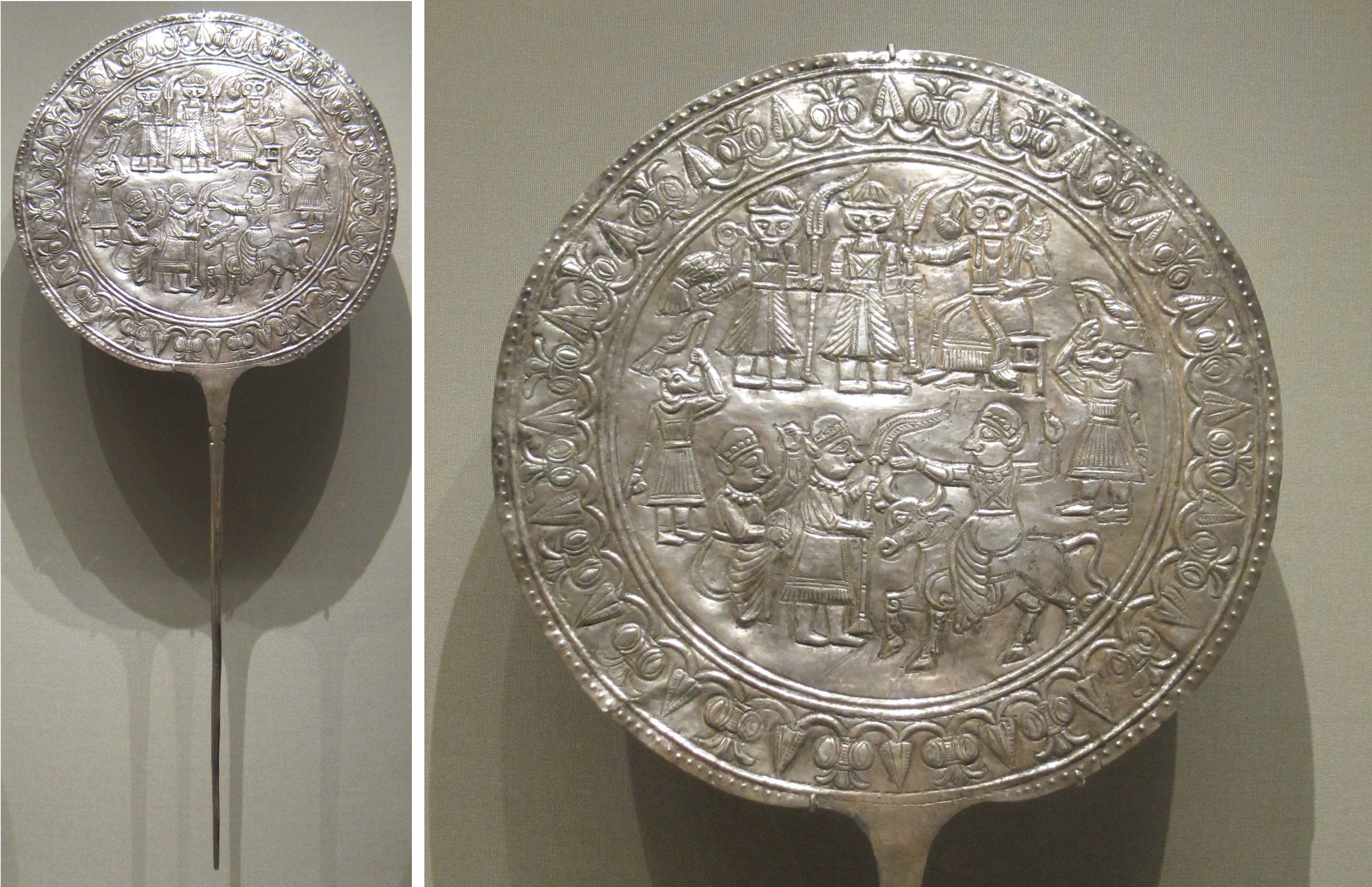
Capçal inusual amb escena complexa
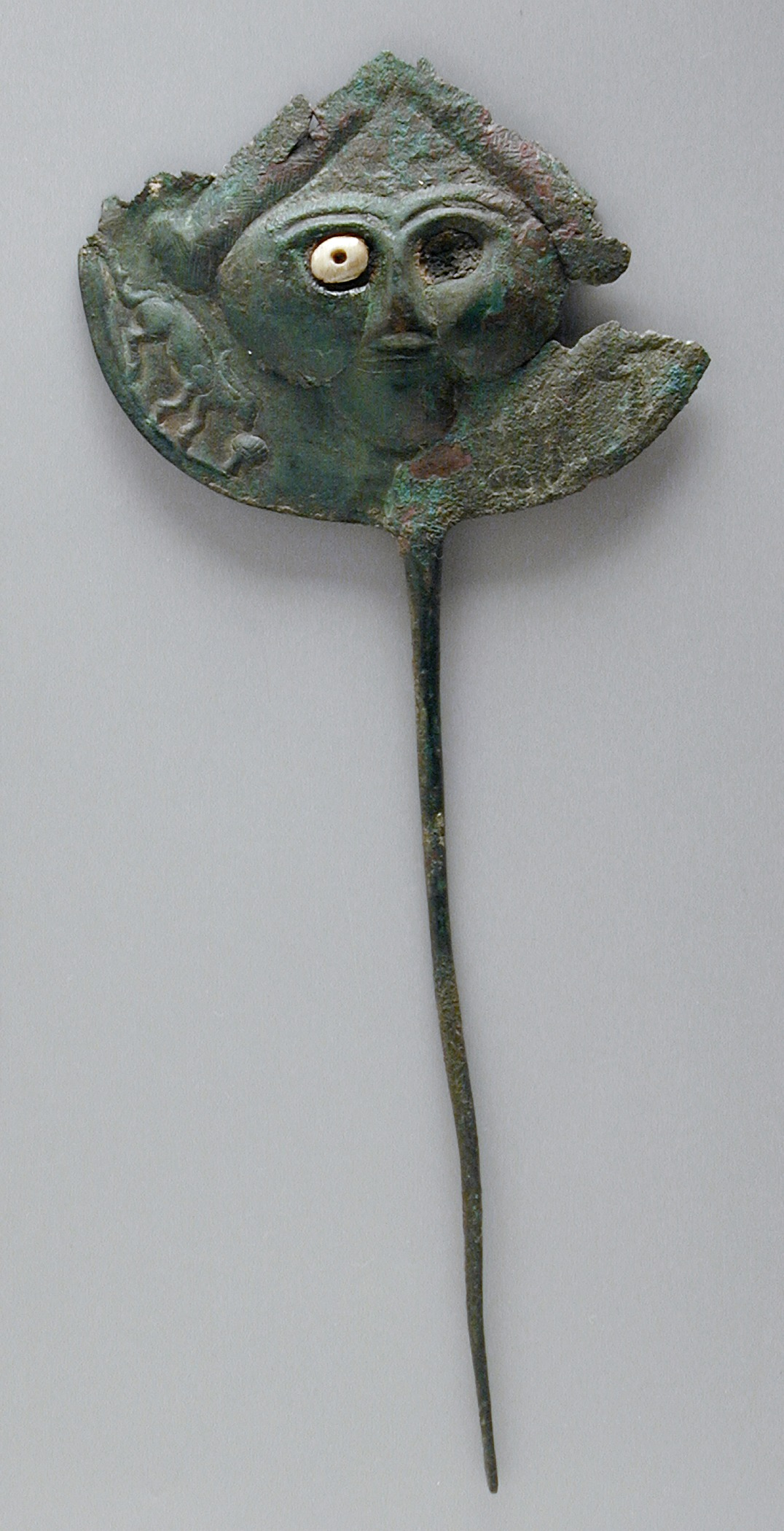
Capçal de cara amb un ull incrustat restant

### Altres tipus
Altres tipus inclouen bronzes centrats en un gran anell, majoritàriament decorats amb animals de manera semblant als fastigis i les galtes. Aquests potser formaven part d'arnesos de cavalls. Se suposa que les peces grans encaixades són nanses per a pedres d'esmolar. Altres peces fetes amb xapa metàl·lica inclouen làmines per a les cobertes frontals dels buicacs, normalment dividides verticalment en registres amb petites escenes. Hi ha copes i sítres, ambdues amb el fons arrodonit. Les armes són comunes, incloent-hi un tipus de "cap de destral amb punxes" amb tires o punxes esteses darrere del cap de destral; aquests també es troben en versions votives en miniatura. Alguns exemples semblen haver tingut "puntes" dissenyades per ser funcionals en combat, d'altres potser no. Una mena de "destral alabarda" llarga té el cap d'un animal posat a la part superior de la fulla, i punxes a l'altre costat. També es troben peces de joieria de bronze com anells, polseres, penjolls i braçalets o turmellers.

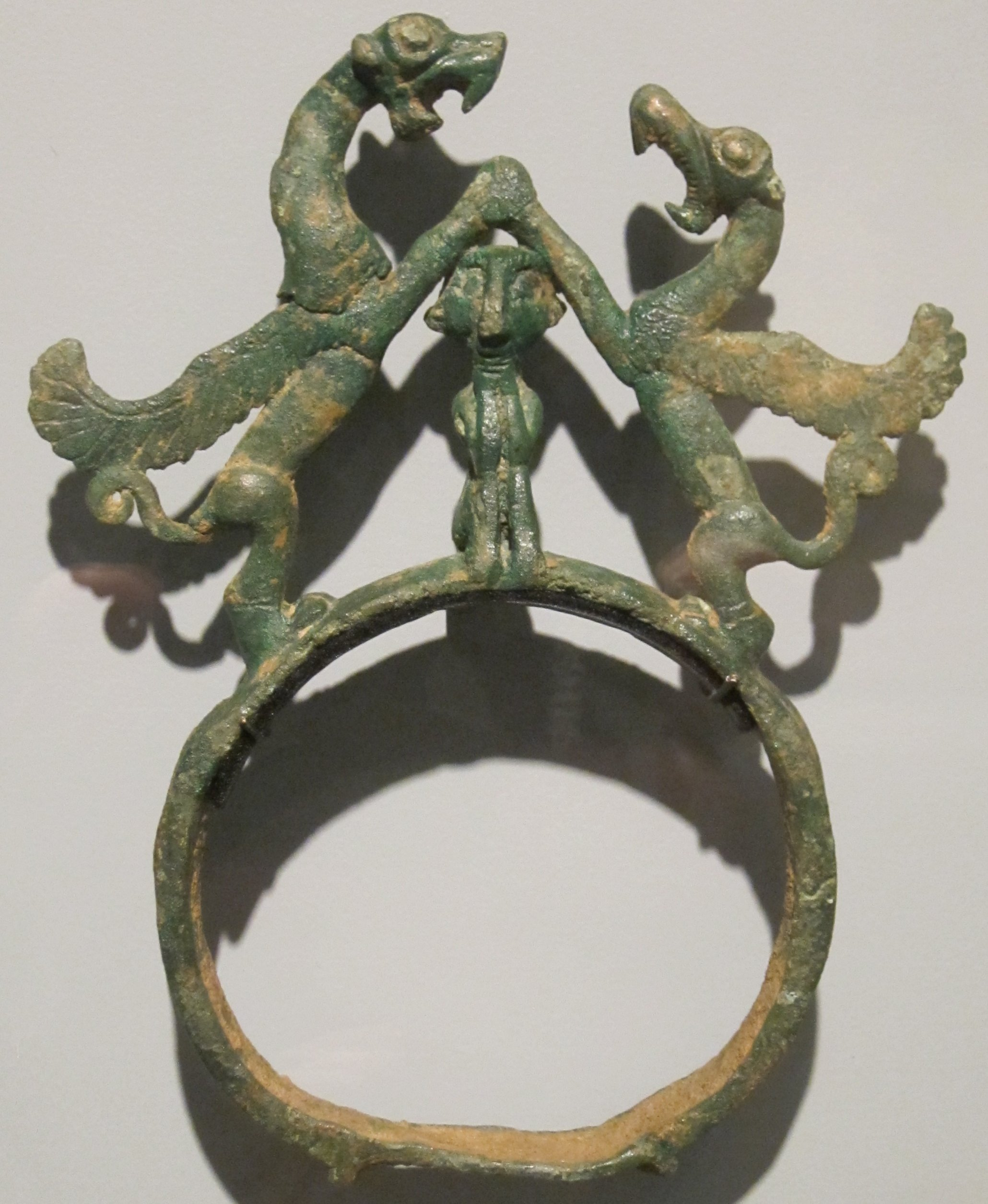
Anell, possiblement per arnès
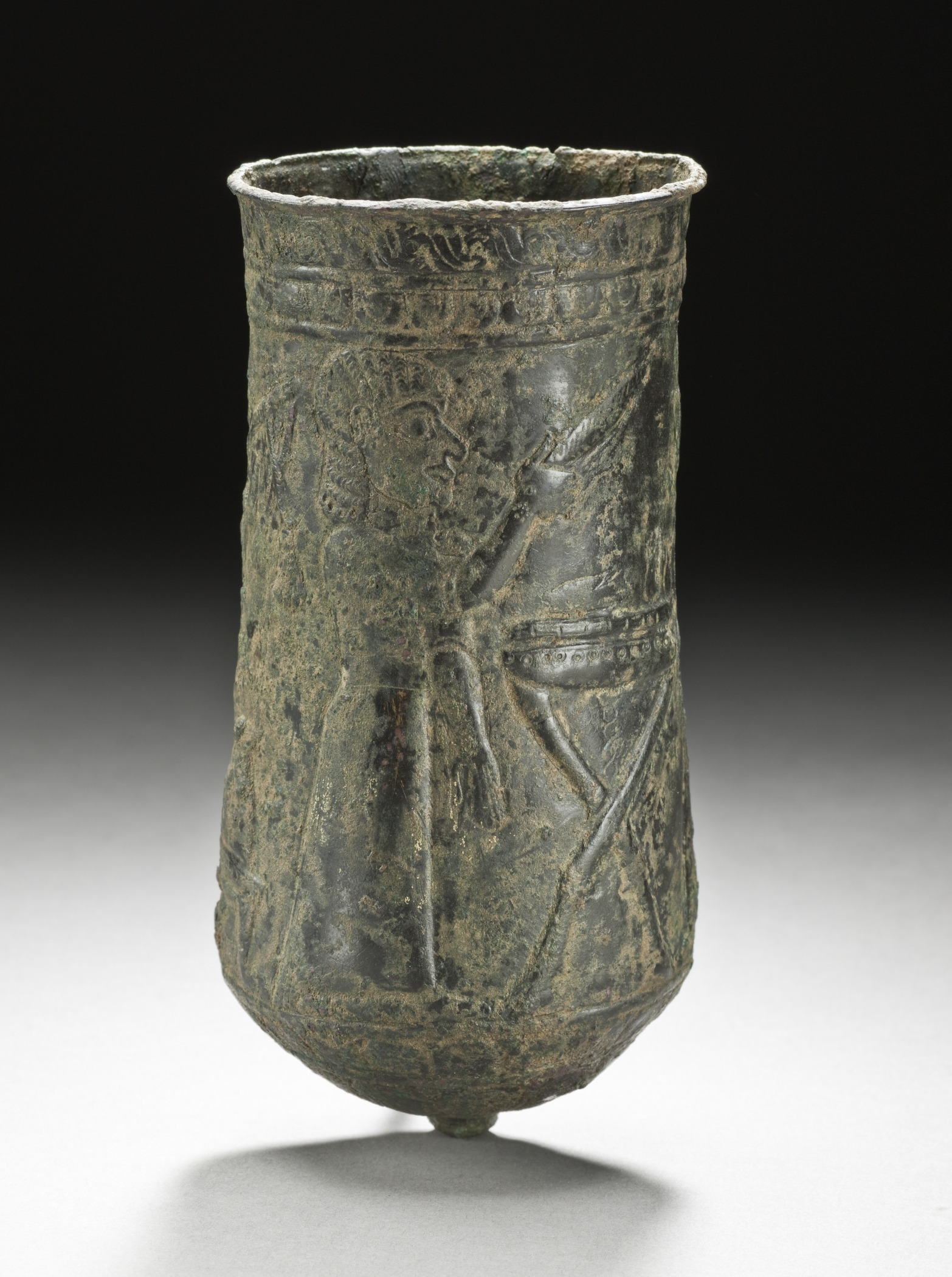
Vas de precipitats o sítula
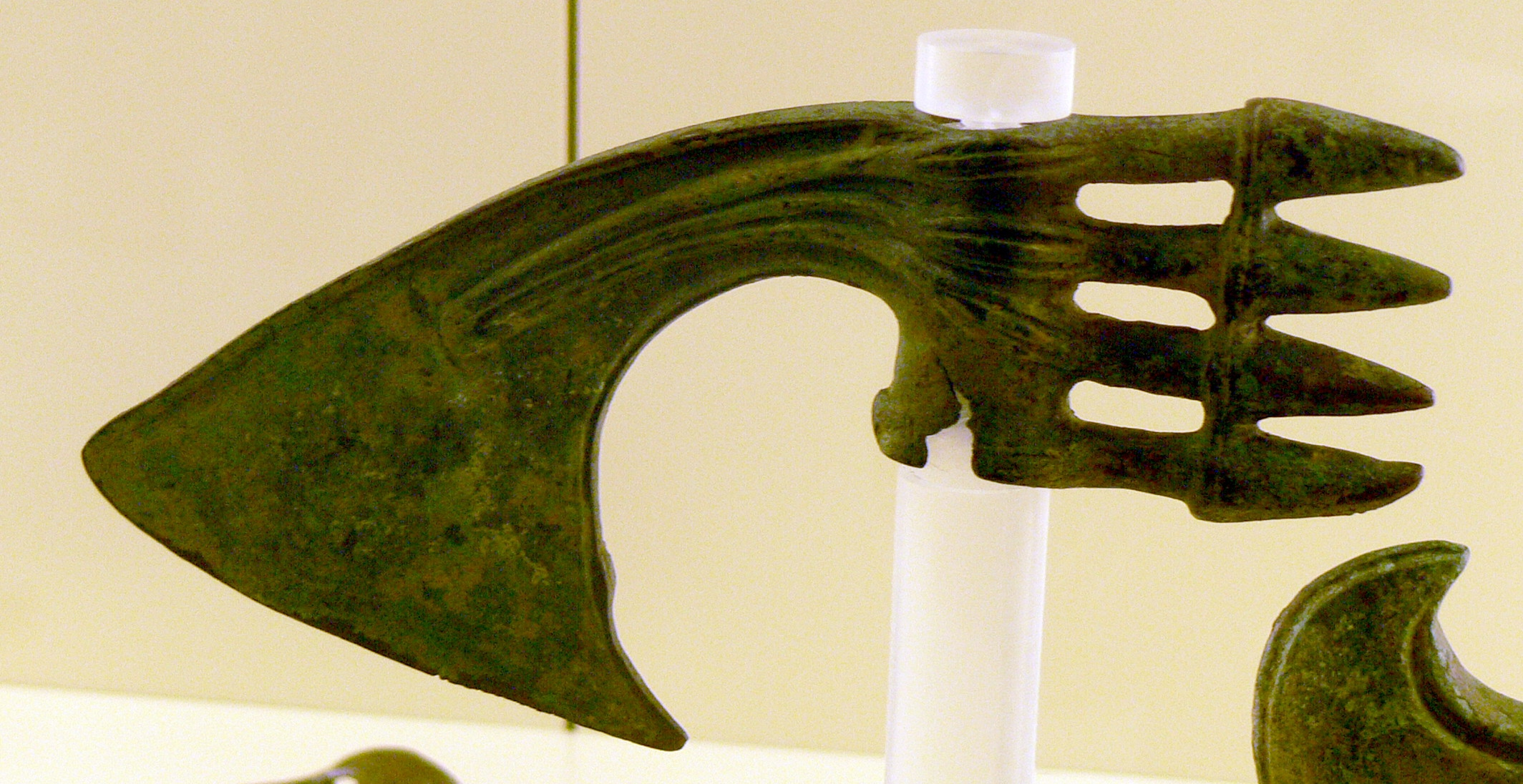
Cap de destral amb punxes
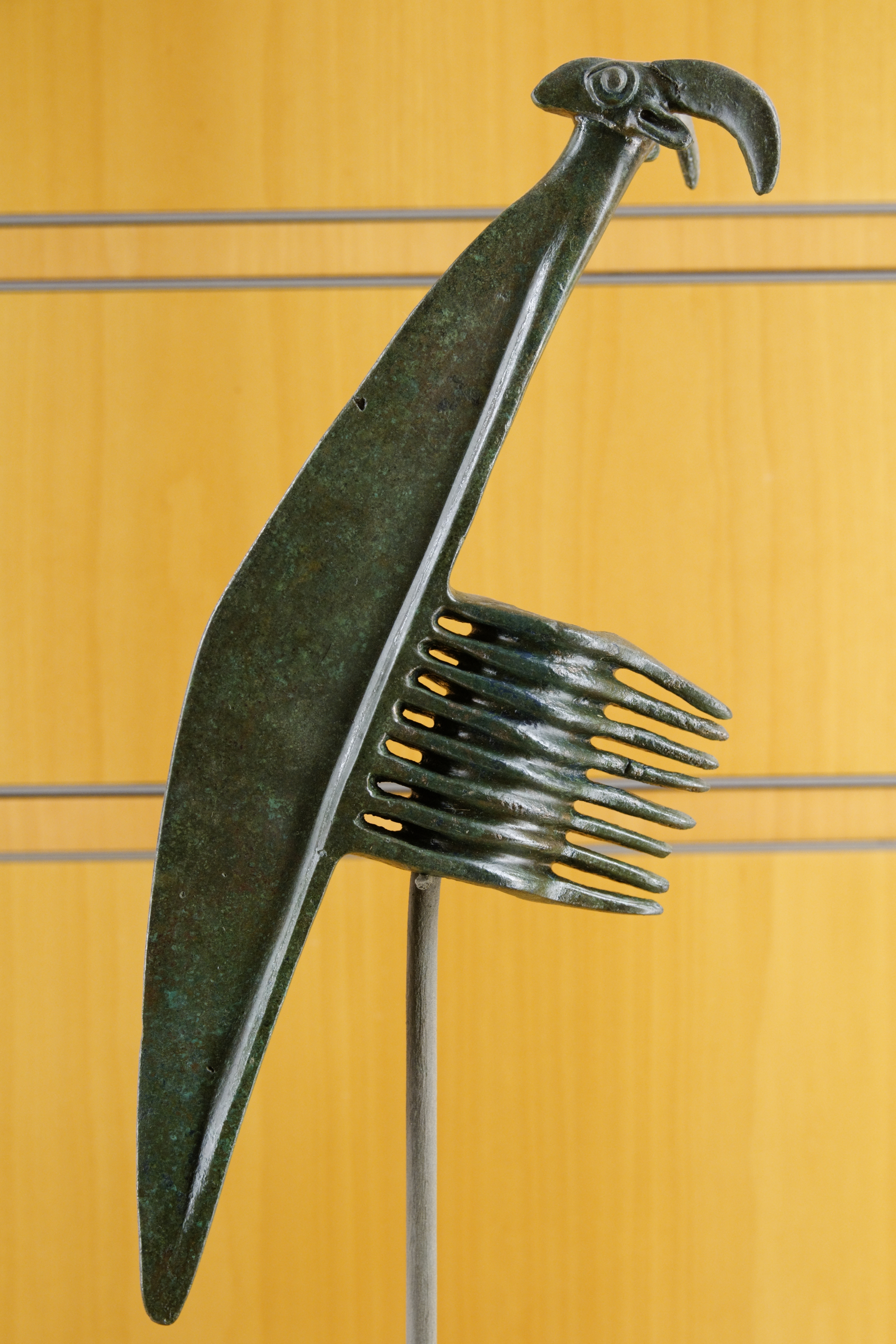
Alabarda-destral
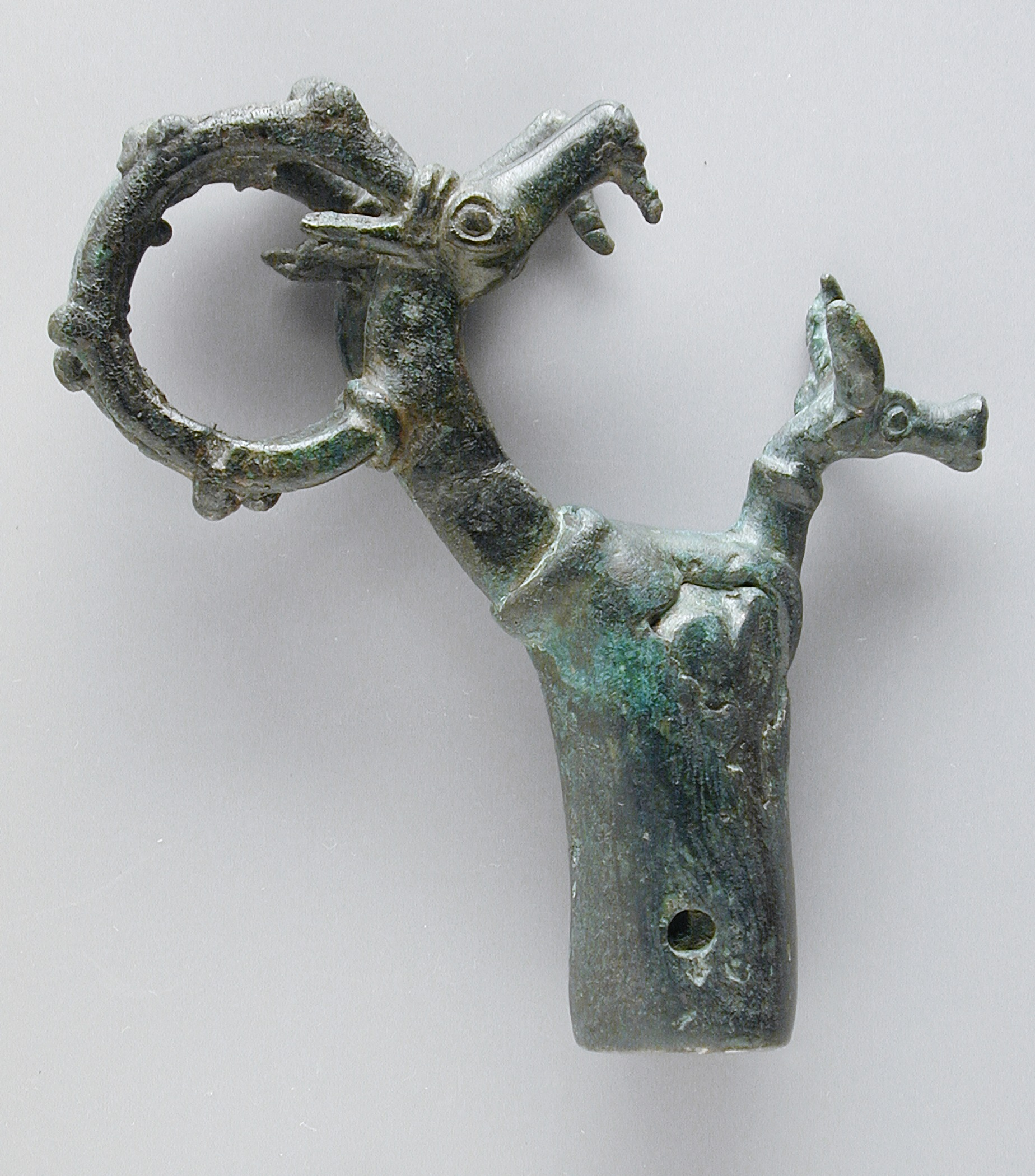
Presa de pedra d'afilar
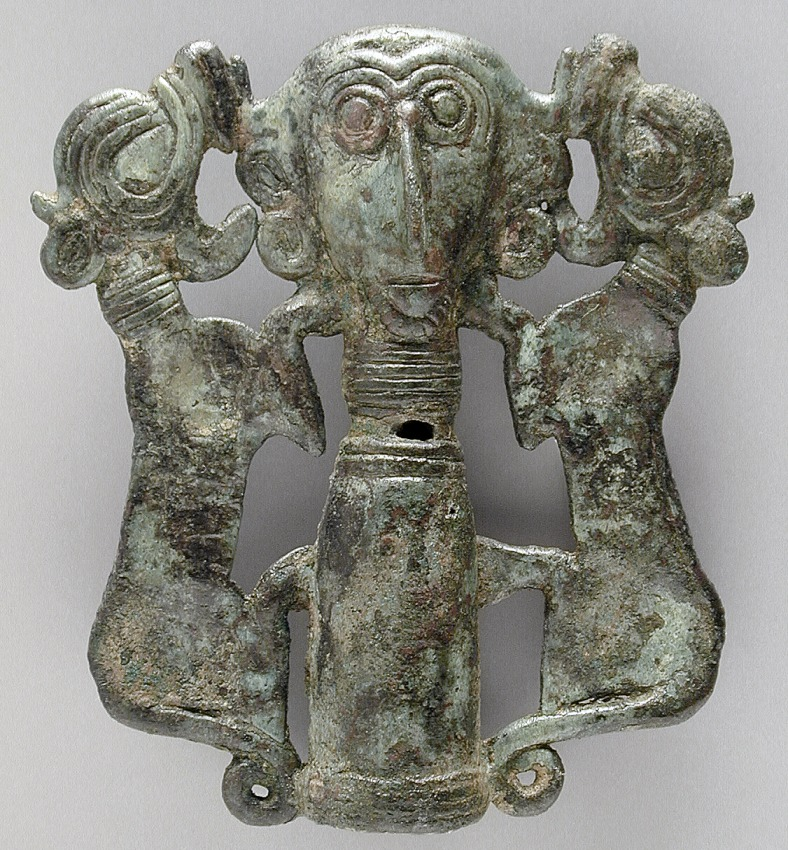
Presa de pedra d'afilar, Mestre dels Animals
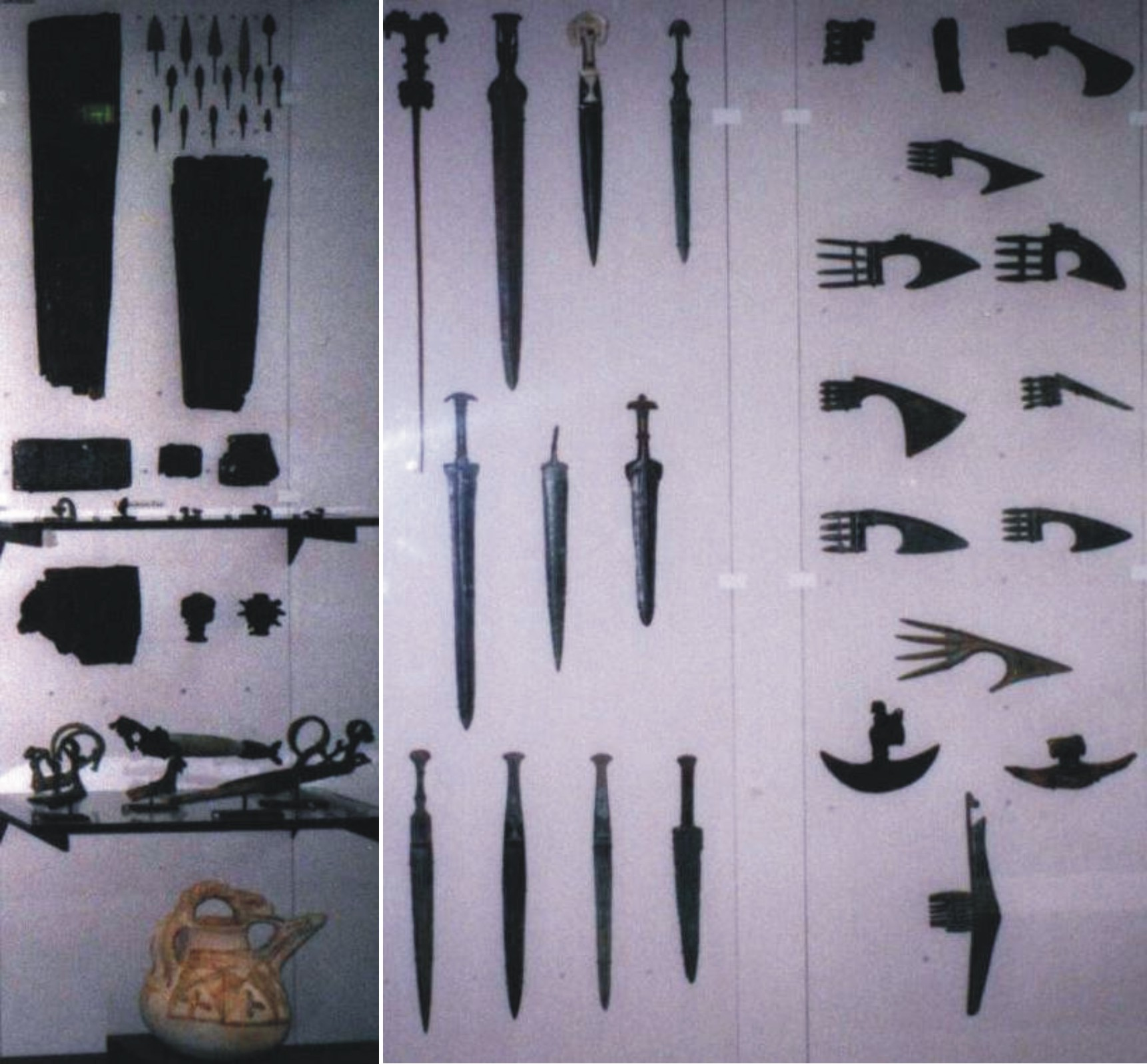
Estoigs, espases i destrals de punxes i destrals d'alabarda, Louvre